# Starbucks

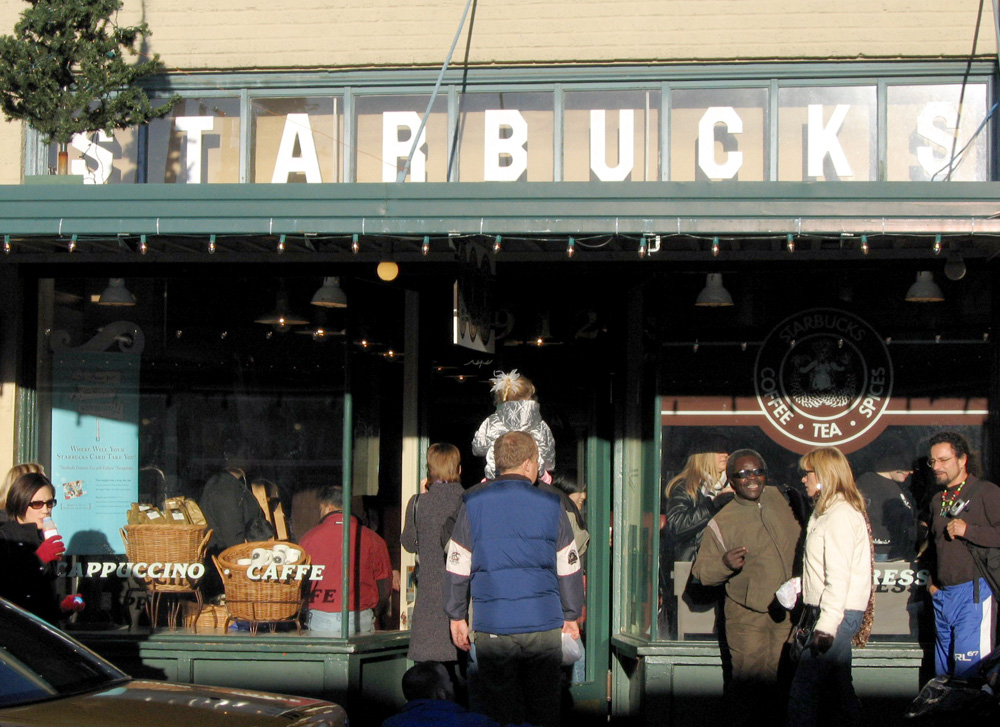
Pierwsza kawiarnia na Pike Place Market w Seattle, USA

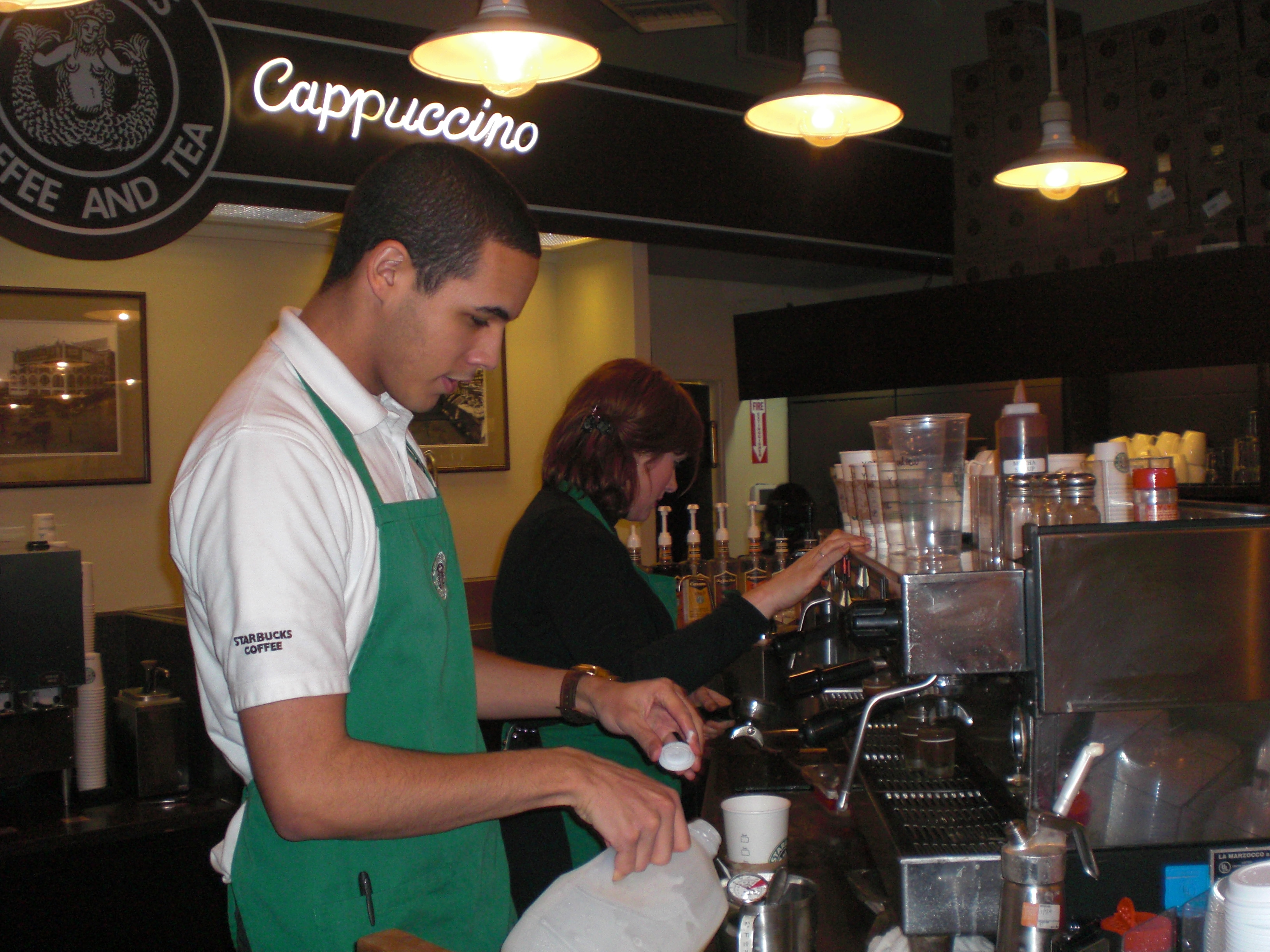
Pierwsza kawiarnia na Pike Place Market w Seattle, USA

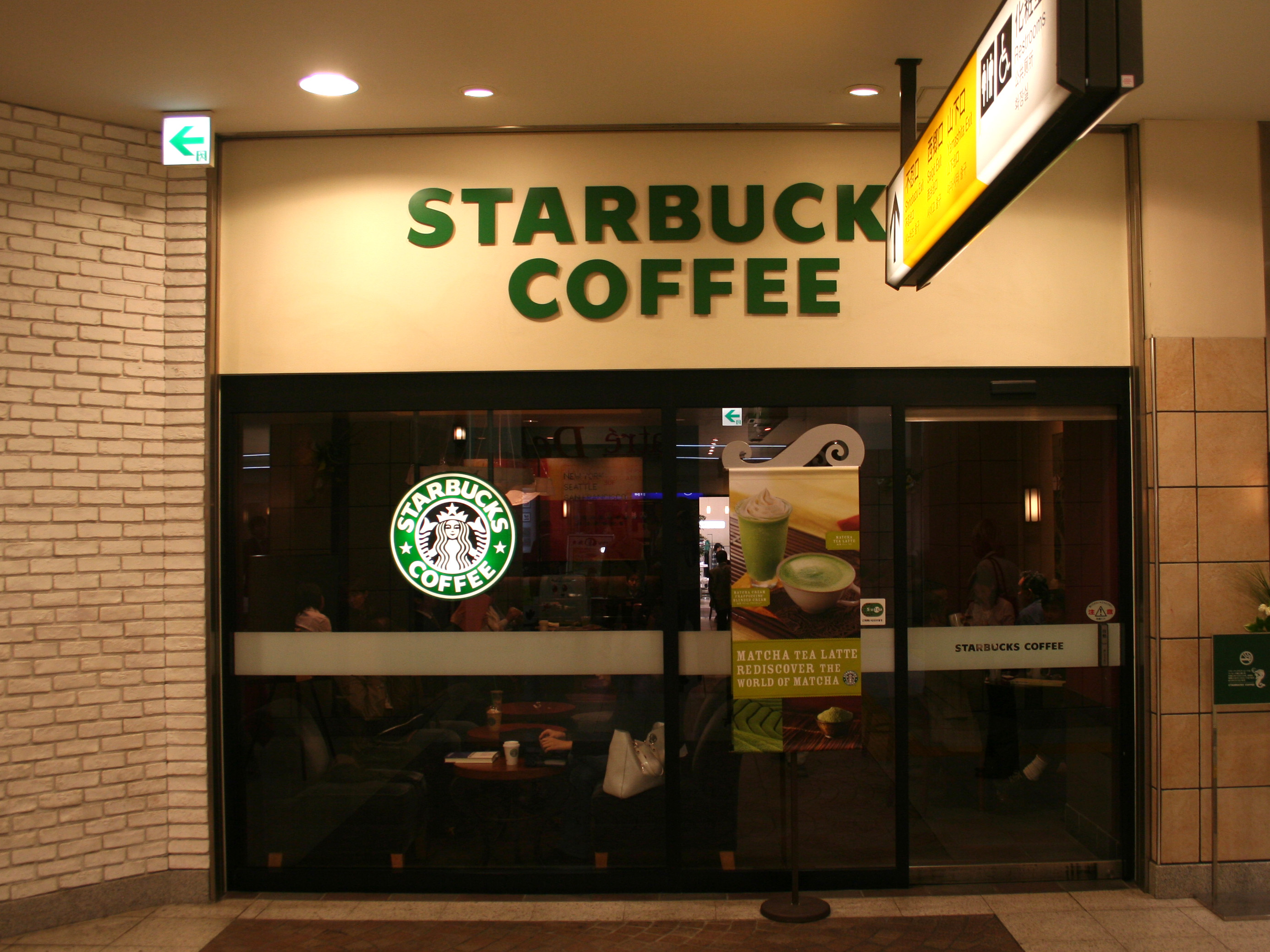
Kawiarnia Starbucks w Tokio, Japonia

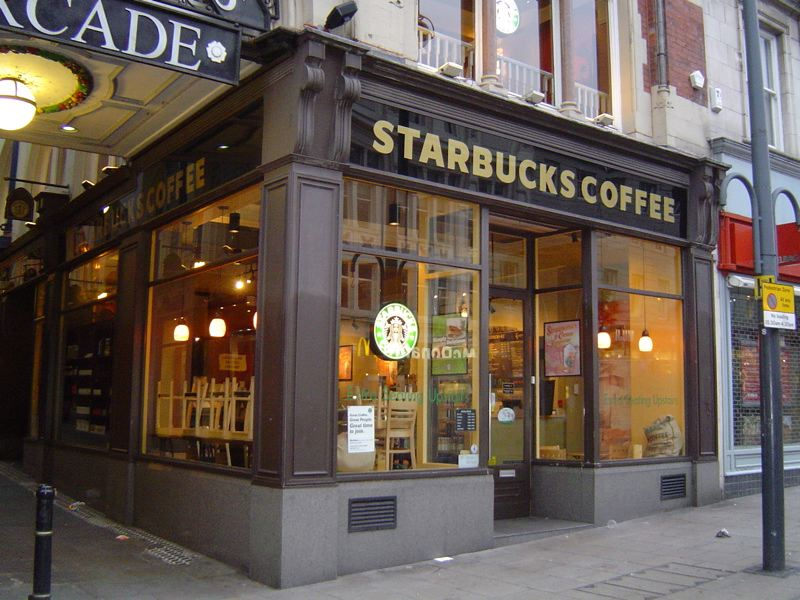
Kawiarnia Starbucks w Leeds, Wielka Brytania

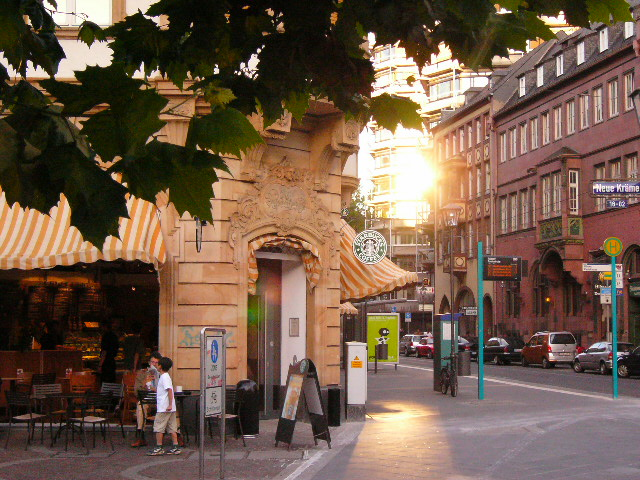
Kawiarnia Starbucks we Frankfurcie nad Menem, Niemcy

Starbucks Corporation – największa na świecie sieć kawiarni. Została założona 30 marca 1971 w Seattle w stanie Waszyngton. W 1987 przejęta przez Howarda Schultza.
Według stanu z dnia 25 marca 2018, koncern posiada 27 984 kawiarni w 74 krajach i terytoriach zależnych, w tym 14 209 w Stanach Zjednoczonych, 3399 w Chinach, 1488 w Kanadzie, 1333 w Japonii, 1168 w Korei Południowej, 971 w Wielkiej Brytanii, 656 w Meksyku, 426 w Tajwanie, 415 w Turcji, 337 na Filipinach, 331 w Indonezji, 328 w Tajlandii, 252 w Malezji i 90 w Polsce.
Starbucks jest spółką akcyjną, notowaną na giełdzie NASDAQ w Nowym Jorku. Akcje spółki są notowane na 17 indeksach.

## Historia

### Początki
Firma została założona w 1971 w Seattle przez Jerry’ego Baldwina, Zev Siegela oraz Gordona Bowkera i początkowo miała jeden lokal przy Western Avenue 2000. W 1976 kawiarnia została przeniesiona na Pike Place Market 1912. Do powstania firmy przyczynił się Alfred Peet, u którego pracował Jerry Baldwin. To on zainspirował trójkę partnerów do stworzenia miejsca sprzedającego wysokiej jakości kawę i akcesoria. Przez pierwszy rok działalności Starbucks oferował kawę nabywaną w tradycyjnych sklepach, przede wszystkim w palarni kawy Peeta. Dopiero później zaczęto zaopatrywać się w ziarna bezpośrednio u plantatorów.

### Rozwój
Howard Schultz dołączył do firmy w 1982 jako dyrektor ds. sprzedaży i marketingu. W 1984 Jerry Baldwin kupił firmę Peet’s Coffee & Tea, będącą pierwowzorem marki Starbucks. W 1985 Schultz po wizycie w Mediolanie we Włoszech stworzył własną sieć barów kawowych Il Giornale. W 1987 Baldwin postanowił sprzedać swoje udziały w Starbucks. Schultz odkupił firmę swoich dotychczasowych szefów i przemianował kawiarnie Il Giornale na Starbucks. Od tego momentu rozpoczął się rozwój firmy poza Seattle. W pierwszej kolejności otwarte zostały kawiarnie w Chicago w stanie Illinois oraz w Vancouver w Kolumbii Brytyjskiej. Liczba sklepów w 1987 wyniosła 17. W 1988 Starbucks zaoferował darmowe świadczenia medyczne wszystkim swoim pracownikom. W 1989 otwarty został pierwszy sklep w Portlandzie w stanie Oregon.
W 1990 powstała nowa palarnia kawy. W 1991 Starbucks stał się pierwszą prywatną korporacją w Stanach Zjednoczonych, która przekazała swoje udziały w firmie pracownikom niepełnoetatowym. W tym samym roku otwarto kawiarnię w Los Angeles oraz nawiązano współpracę z grupą HMSHost, która na lotnisku Seattle-Tacoma utworzyła pierwszy sklep działający na zasadzie licencji.
Podczas pierwszej oferty publicznej na giełdzie w Nowym Jorku w 1992 liczba lokali Starbucks wynosiła 165. W 1993 Starbucks rozpoczął współpracę z siecią księgarni Barnes & Noble, otworzył drugą palarnię kawy i wkroczył do Waszyngtonu w Dystrykcie Kolumbii. Rok 1994 był okresem wzmożonej ekspansji. Spółka otworzyła lokale między innymi w Nowym Jorku, Bostonie i Atlancie, a liczba sklepów wzrosła do 425.
W 1995 po raz pierwszy w ofercie Starbucks pojawiły się płyty z muzyką oraz napoje Frappuccino, a już rok później wspólnie z PepsiCo wprowadzono na rynek Frappuccino w butelkach. W 1995 Schultz zatrudnił Wrighta Messeya, który opracował nowy system rozwoju spółki i wygląd sklepów, co pozwoliło zaoszczędzić 20 mln dolarów rocznie i zwiększyć liczbę lokali. W 1995 firma podpisała również umowę z kanadyjską siecią księgarni Chapters. W tym samym roku, dzięki współpracy z Dreyer’s Grand Ice Cream, Starbucks zaoferował pod własną nazwą serię produktów opartych na lodach.

### Międzynarodowa ekspansja
W 1996 w Tokio otwarta została pierwsza kawiarnia poza Ameryką Północną. Kawiarnie otwarte zostały również w Singapurze, a pod koniec roku fiskalnego liczba kawiarni wynosiła 1015. W 1997 zainaugurowała działalność The Starbucks Foundation, wspomagająca lokalne społeczności w miejscach, w których powstały kawiarnie Starbucks. Na rynku pojawił się także domowy ekspres do kawy o nazwie Starbucks Barista. W tym samym roku firma otworzyła pierwszą kawiarnię na Filipinach.
Pierwsze kawiarnie w Europie otwarto w 1998 w Londynie, w związku z przejęciem przez Starbucks 60 sklepów należących wcześniej do Seattle Coffee Company. W tym samym roku podpisano także umowę z Kraft Foods, która umożliwiła dystrybucję produktów Starbucks w supermarketach na terenie Stanów Zjednoczonych. Firma otworzyła lokale na Tajwanie, w Nowej Zelandii, Tajlandii oraz Malezji.
W 1999 Starbucks przejął powstałą w Portland w Oregonie firmę Tazo Tea oraz wytwórnię muzyczną Hear Music z San Francisco. Poza Ameryką Północną otwarte zostały sklepy w Chinach, Kuwejcie, Korei Południowej i Libanie. W 1999 w rejonie Zatoki San Francisco otwarto również sieć restauracji o nazwie Circadia, jednak projekt okazał się deficytowy i wkrótce wszystkie restauracje zastąpiono kawiarniami Starbucks.
W 2000 Starbucks podpisał porozumienie o współpracy z siecią supermarketów Safeway. Sklepy Starbucks pojawiły się w Zjednoczonych Emiratach Arabskich, Hongkongu, Szanghaju, Katarze, Bahrajnie, Arabii Saudyjskiej oraz Australii. Sieć Starbucks Coffee wkroczyła do Europy Środkowej 7 grudnia 2001, otwierając sklep w Wiedniu w Austrii. Równocześnie uruchomiono pierwszą kawiarnię w Szwajcarii i wprowadzono karty płatnicze Starbucks Card. Rok 2001 to również uczczenie pięciu lat działalności w Japonii oraz otwarcie 300. lokalu w tym kraju.
W 2002 do oferty wprowadzono napoje Starbucks DoubleShot oraz T-Mobile Hot spot, czyli możliwość korzystania z bezprzewodowego internetu. W 2002 otwarto sklepy w Omanie, Indonezji, Portoryko, Meksyku, Niemczech i Grecji. W 2003 wspólnie z Visą wprowadzono nowe karty płatnicze. W kwietniu 2003 Starbucks sfinalizował przejęcie Seattle's Best Coffee i Torrefazione Italia od AFC Enterprises, dzięki czemu liczba lokali Starbucks wzrosła do ponad 6400. W tym samym roku firma utworzyła dwie nowe palarnie kawy, w tym jedną w Amsterdamie oraz weszła na rynki Turcji, Chile, Peru oraz Cypru.
W 2004 otwarto pierwszy sklep w Paryżu oraz centrum pomocy farmerom w prowincji San José w Kostaryce. Wspólnie z Jim Beam rozpoczęto sprzedaż likierów Starbucks Liqueurs. W 2004 podpisana została również umowa o współpracy z siecią księgarni Borders. W 2005 Starbucks kupił markę Ethos Water oraz wprowadził sieć do Irlandii oraz na Bahamy. W listopadzie 2005 liczba kawiarni w Londynie przekroczyła liczbę lokali na Manhattanie. W 2006 otwarte zostały sklepy w Brazylii oraz Egipcie. 14 września 2006 konkurencyjna marka Diedrich Coffee poinformowała o sprzedaniu firmie Starbucks większości swoich sklepów, w tym sieci Coffee People. Przedstawiciele Starbucks ogłosili jednocześnie, że planują zamienić nazwy nabytych kawiarni na Starbucks. Pod koniec 2006 na świecie istniało 12 440 kawiarni Starbucks Coffee. W 2007 kawiarnie Starbucks pojawiły się w Rumunii, Danii, Rosji oraz Holandii.
W styczniu 2008 Starbucks zakończył, trwające od 2004, porozumienie marketingowe z XM Satellite Radio. W ramach umowy utworzone zostało radio Starbucks XM Cafe, w zamian za co marka XM była promowana w lokalach Starbucks i Hear Music.
7 stycznia 2008 zwolniono Jima Donalda ze stanowiska CEO i przywrócono na to miejsce Howarda Schultza, który planuje gruntowną restrukturyzację firmy. 22 stycznia 2008 oficjalnie otwarto pierwszą kawiarnię w Czechach.
W 2008 powstał serwis społecznościowy mystarbucksidea.com, w którym klienci i pracownicy firmy mogą przedstawiać swoje pomysły i propozycje dotyczące zmian w sieci Starbucks.
W marcu 2008 sąd w San Diego nakazał koncernowi Starbucks wypłacić pracownikom obsługującym klientów 87 milionów dolarów plus odsetki (łącznie 106 milionów dolarów). Uznano bowiem, że obowiązek dzielenia się napiwkami z kierownictwem, który miał miejsce przez prawie osiem lat, naruszał ich interesy. Odszkodowania miałyby zostać wypłacone tysiącom pracowników Starbucks w Kalifornii.
12 czerwca 2008 Starbucks podpisał umowę z SSP The Food Travel Experts, przewidującą utworzenie w Europie ponad 150 kawiarni, zlokalizowanych na dworcach kolejowych i lotniskach. Porozumienie dotyczyło jednak tylko tych państw, w których kawiarnie prowadzone są przez korporację Starbucks, a nie przez zewnętrznych partnerów.
Latem 2008 roku na lotnisku w Brukseli otwarta została pierwsza kawiarnia w Belgii.
14 sierpnia 2008 podpisana została umowa pomiędzy Starbucks a firmą Servex w sprawie utworzenia kawiarni na dworcach kolejowych w Holandii. Otwarcie pierwszej kawiarni odbyło się w sierpniu 2009 na dworcu w Utrechcie. 19 sierpnia 2008 roku Starbucks podpisał umowę z PepsiCo i Unilever w sprawie rozwoju sprzedaży napojów Tazo Tea w butelce. 26 sierpnia 2008 roku do 10 sklepów w Seattle i 3 w Bostonie wprowadzono nową technologię parzenia kawy o nazwie Clover.
3 września 2008 roku w ramach programu wprowadzania przez Starbucks zdrowej żywności do swojej oferty zaprezentowano nową linię dań śniadaniowych. 10 września 2008 Starbucks podpisał umowę z Kraft Foods w sprawie wprowadzenia pakowanych kaw do sklepów sieci Coop w Szwajcarii. 15 września 2008 roku firma Starbucks podpisała umowę z Unilever, dotyczącą współpracy przy produkcji i dystrybucji deserów lodowych.
30 września 2008 w centrum handlowym Alegro Mall w Alfragide otwarta została pierwsza kawiarnia Starbucks w Portugalii. 26 listopada 2008 otwarta została pierwsza kawiarnia w Sofii w Bułgarii.
2 marca 2009 Starbucks wprowadził do sprzedaży w wybranych miastach błyskawiczną kawę Starbucks VIA Ready Brew, którą przed spożyciem wystarczy zalać gorącą wodą. 5 marca 2009 Starbucks podpisał umowę z Kraft Foods na dystrybucję swoich pakowanych kaw we Francji i w Niemczech. 24 marca 2009 Starbucks wspólnie z firmą Unilever wprowadził na rynek nową markę lodów Starbucks Ice Cream.
7 kwietnia 2009 firma AmRest Coffee otworzyła w Warszawie pierwszy lokal Starbucks w Polsce, a w lutym 2010 roku Starbucks zawitał do Szwecji.
W 2010 roku Starbucks podpisał umowę z Arla Foods na wprowadzenie do Europy napojów Starbucks Discoveries i Starbucks Doubleshot.
Firma już kilkukrotnie znalazła się na liście „100 Najlepszych Pracodawców” przygotowanej przez magazyn Fortune.
Od 1990 siedziba firmy znajduje się w Seattle przy 2401 Utah Avenue South.

## Produkty
Kawiarnie Starbucks oferują przede wszystkim wiele gatunków kawy. Ponadto w sprzedaży są herbaty, gorące czekolady, mrożone napoje, desery oraz napoje w butelkach. Oprócz tradycyjnej kawy klient może zamówić kawę na mleku odtłuszczonym lub sojowym, bez kofeiny, z dodatkowym syropem lub kremem. Sezonowo wprowadzane są produkty specjalne, takie jak na przykład specjalna świąteczna mieszanka kawy.
W ofercie znajdują się także produkty piekarnicze, takie jak ciasta, ciasteczka, muffiny oraz tarty. Dostępne są też kanapki i sałatki.
Od 1995 Starbucks sprzedaje popularne mrożone napoje Frappuccino, a od 1999 herbata Tazo Tea. Niektóre napoje, takie jak Frappuccino Beverages, Tazo Tea, Starbucks Doubleshot, Starbucks Iced Coffee, SoyMilk oraz woda mineralna Ethos są sprzedawane w butelkach. Starbucks produkuje pod własną marką likiery Starbucks Liqueurs, lody Starbucks Ice i syropy Starbucks Syrups. W kawiarniach zakupić można także akcesoria do przyrządzania i podawania kawy. W 1994 rozpoczęto sprzedaż kolekcjonerskich kubków Starbucks City Mug.
Jesienią 2007 do sklepów trafił ekskluzywny ekspres Starbucks Sirena zaprojektowany przez zespół BMW Design Works i wyprodukowany przez firmę Saeco.
W 2008 wprowadzone zostały mrożone napoje Vivanno, które nie posiadają żadnych barwników, substancji słodzących, czy syropu wysokofruktozowego. Vivanno dostępne są w dwóch smakach i zawierają mniej kalorii niż inne produkty. Rozpoczęcie sprzedaży tych napojów to element wprowadzania zdrowszej żywności do kawiarni Starbucks.
| Nazwa w Starbucks |        | Napoje gorące      | Napoje mrożone     |
| ----------------- | ------ | ------------------ | ------------------ |
| Short             | –      | 236,59 ml (8 oz.)  | –                  |
| Tall              | Mały   | 354,88 ml (12 oz.) | 354,88 ml (12 oz.) |
| Grande            | Średni | 473,18 ml (16 oz.) | 473,18 ml (16 oz.) |
| Venti             | Duży   | 591,47 ml (20 oz.) | 709,76 ml (24 oz.) |

| Objętość | Kawa zaparzana | Frappuccino | Gorąca czekolada | Iced Tazo Chai Tea Latte |
| -------- | -------------- | ----------- | ---------------- | ------------------------ |
| Mała     | 7              | 313         | 357              | 199                      |
| Średnia  | 9              | 422         | 448              | 225                      |
| Duża     | 14             | 484         | 549              | 271                      |

Średnie dzienne zapotrzebowanie energetyczne wynosi 2000 kcal dla kobiety i 2500 kcal dla mężczyzny.

## Starbucks na świecie

Starbucks posiada kawiarnie w 75 krajach i terytoriach zależnych

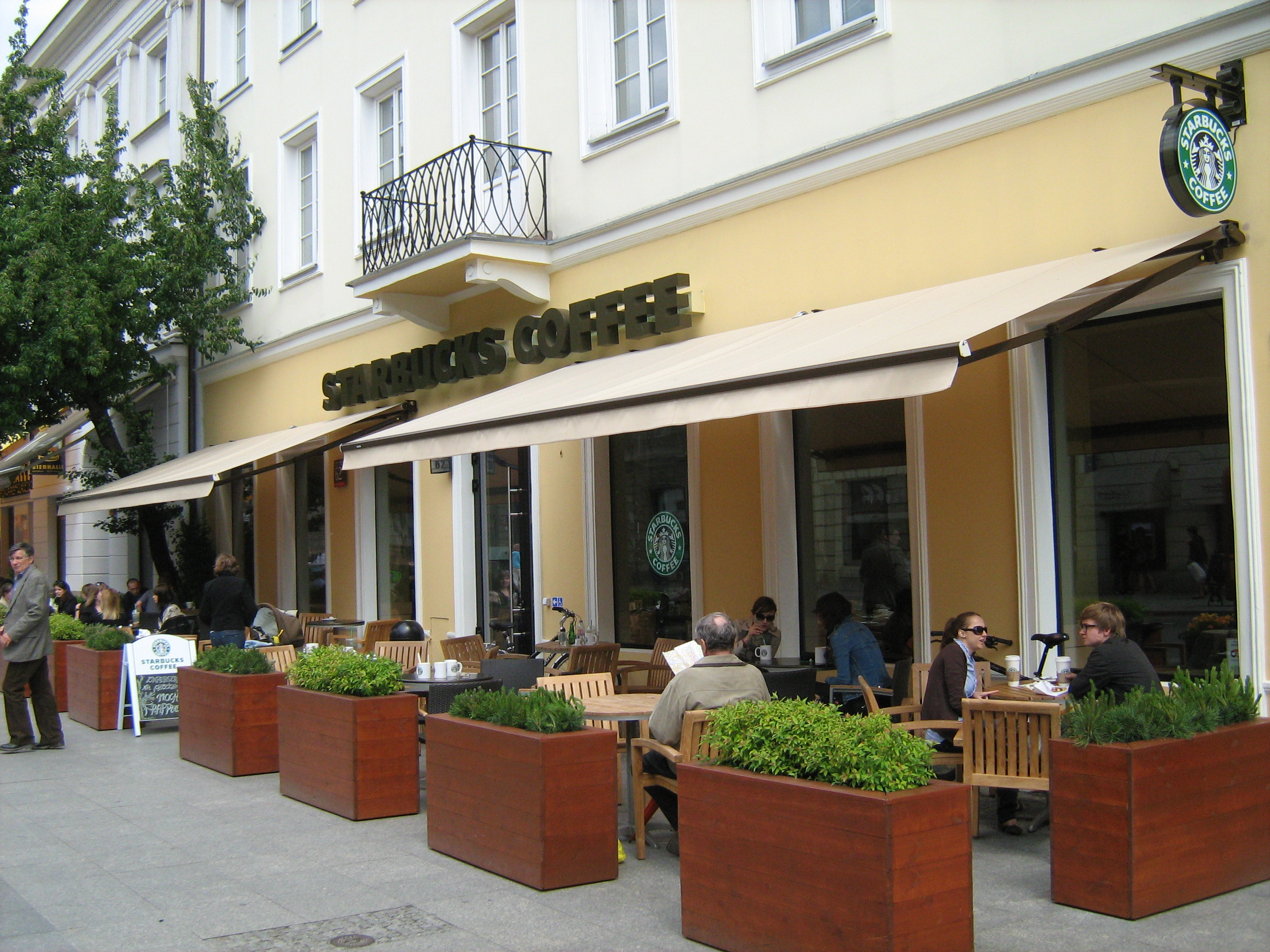
Pierwszy Starbucks w Polsce na Nowym Świecie w Warszawie

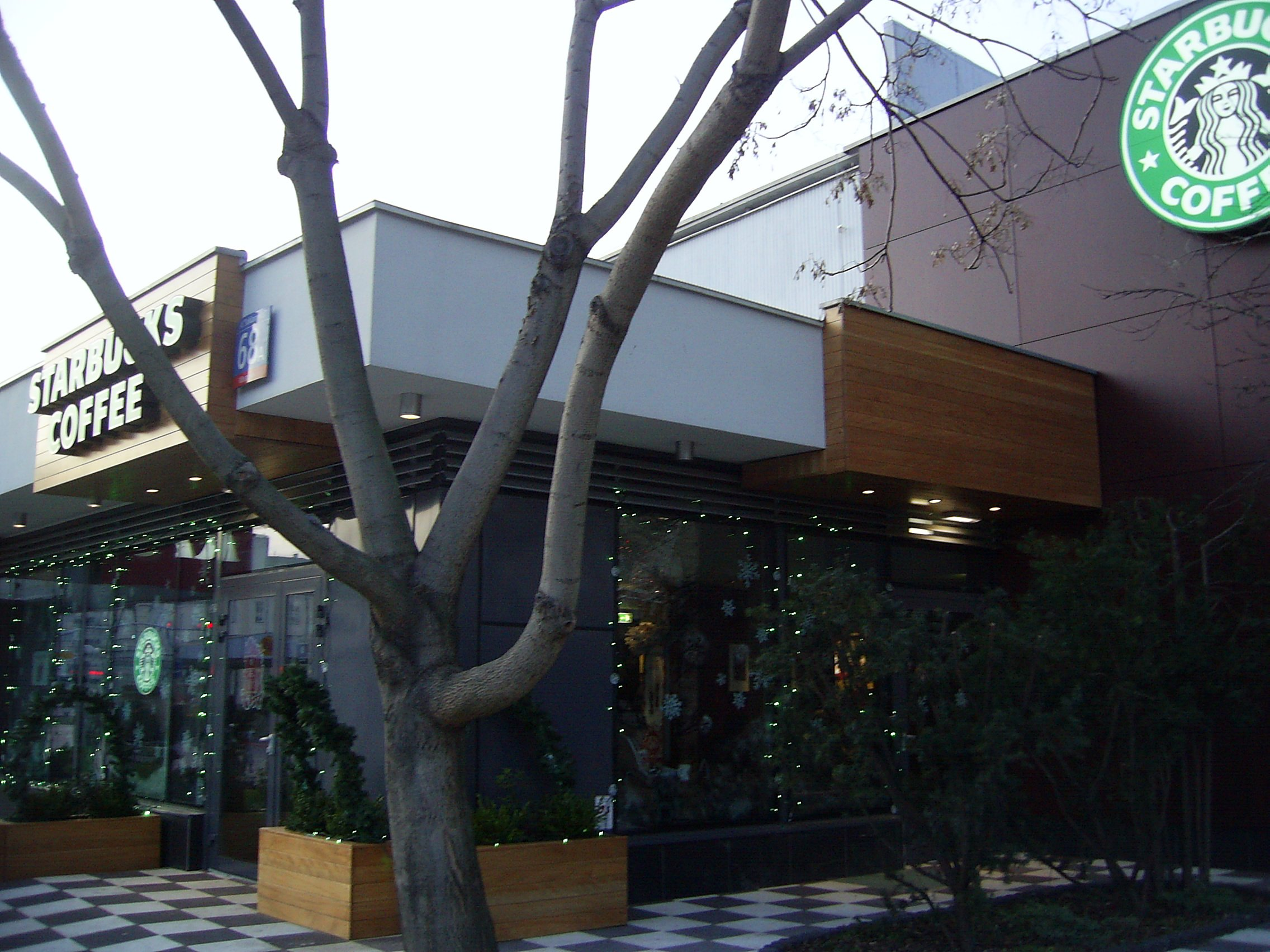
Drugi Starbucks w Warszawie przy Alei Solidarności

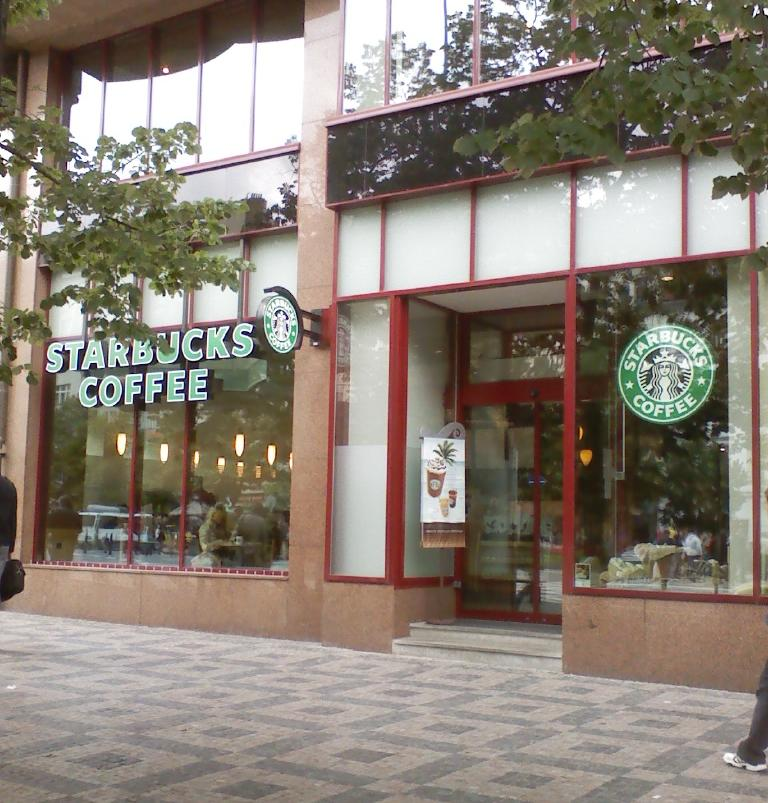
Starbucks w Pradze, Czechy

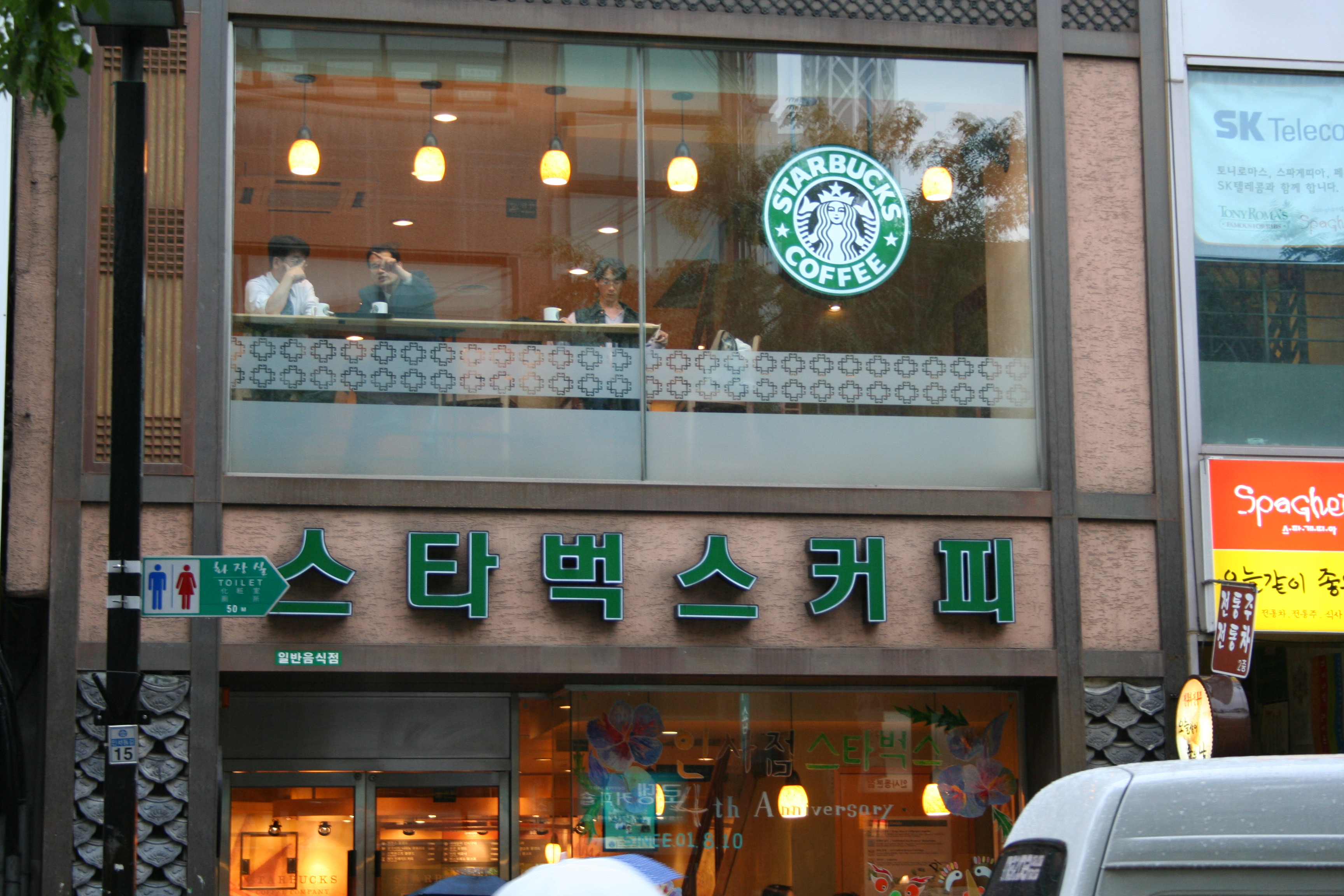
Kawiarnia Starbucks w Seulu, Korea Południowa

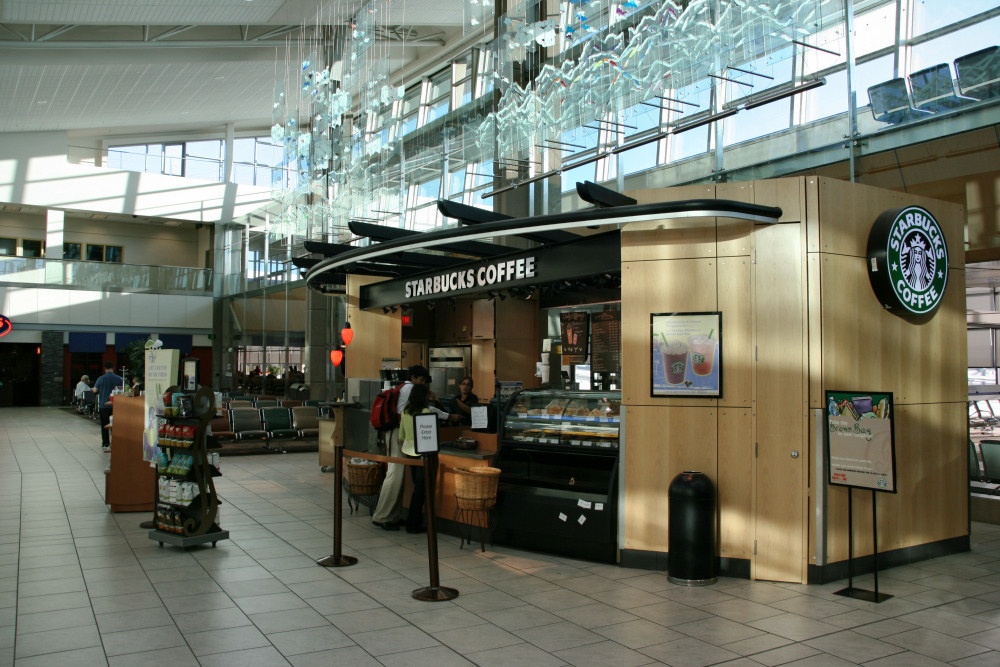
Kawiarnia Starbucks w terminalu portu lotniczego Calgary, Kanada

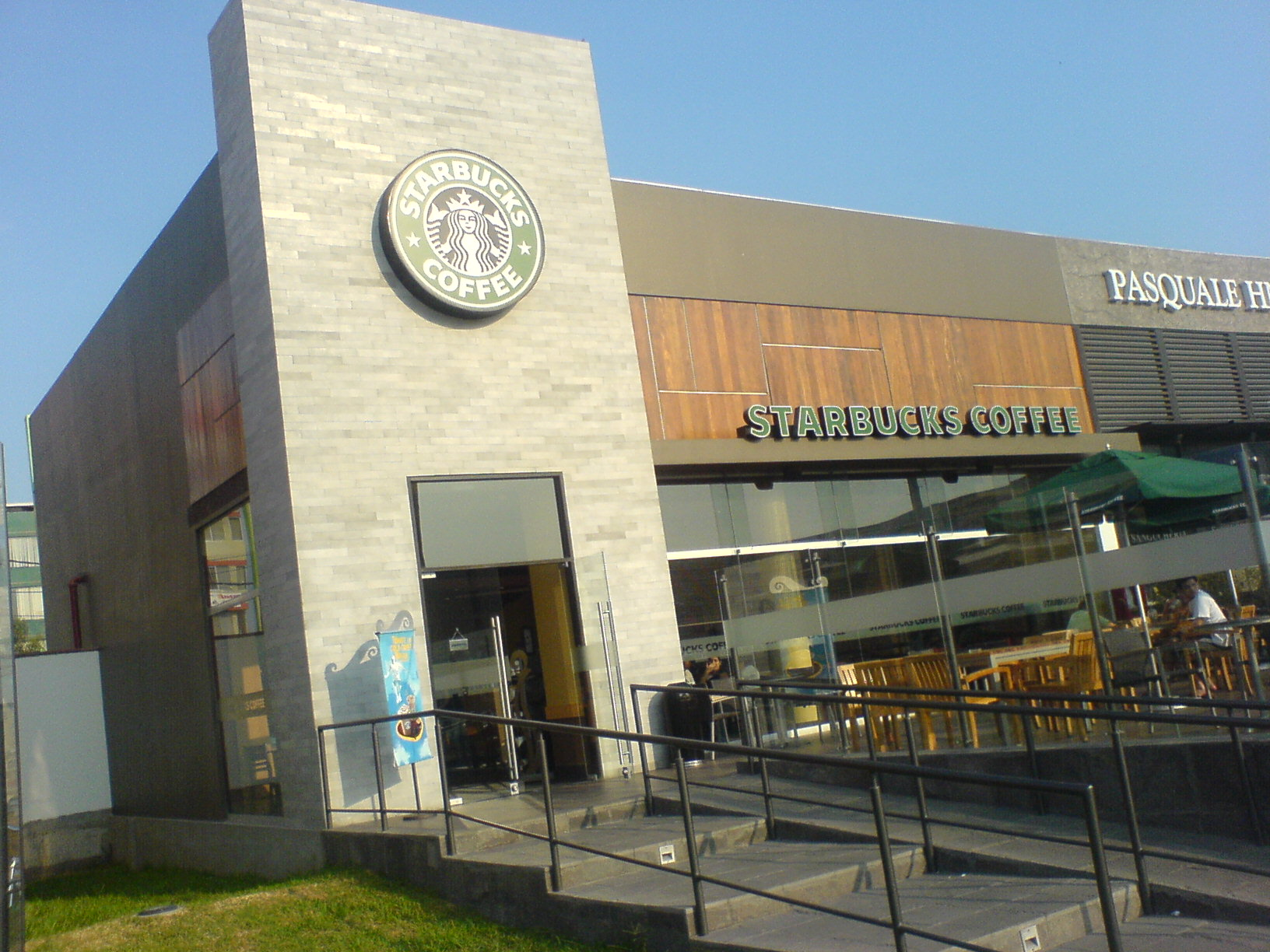
Kawiarnia Starbucks w Limie, Peru

Starbucks posiada 27 984 kawiarni (stan na 25 marca 2018), jednak firma zapowiada, że docelowo planuje zwiększyć ich liczbę nawet do 40 000. Sieć obecna jest w:
| Europa                       |        |
| Andora                       | 1      |
| Austria                      | 19     |
| Belgia                       | 21     |
| Bułgaria                     | 6      |
| Cypr                         | 11     |
| Czechy                       | 33     |
| Dania                        | 21     |
| Finlandia                    | 9      |
| Francja                      | 152    |
| Grecja                       | 27     |
| Hiszpania                    | 125    |
| Holandia                     | 71     |
| Irlandia                     | 78     |
| Luksemburg                   | 3      |
| Monako                       | 2      |
| Niemcy                       | 158    |
| Norwegia                     | 23     |
| Polska                       | 68     |
| Portugalia                   | 15     |
| Rosja                        | 0      |
| Rumunia                      | 37     |
| Słowacja                     | 4      |
| Szwajcaria                   | 64     |
| Szwecja                      | 15     |
| Turcja                       | 415    |
| Węgry                        | 19     |
| Wielka Brytania              | 971    |
| RAZEM                        | 2 486  |
| Azja                         |        |
| Arabia Saudyjska             | 145    |
| Azerbejdżan                  | 4      |
| Bahrajn                      | 26     |
| Brunei                       | 4      |
| Chiny                        | 3399   |
| Filipiny                     | 337    |
| Indie                        | 108    |
| Indonezja                    | 331    |
| Japonia                      | 1333   |
| Jordania                     | 23     |
| Kambodża                     | 10     |
| Katar                        | 32     |
| Kazachstan                   | 30     |
| Korea Południowa             | 1168   |
| Kuwejt                       | 136    |
| Liban                        | 37     |
| Malezja                      | 252    |
| Oman                         | 13     |
| Singapur                     | 139    |
| Tajlandia                    | 328    |
| Tajwan                       | 426    |
| Wietnam                      | 35     |
| Zjednoczone Emiraty Arabskie | 169    |
| RAZEM                        | 8 470  |
| Afryka                       |        |
| Egipt                        | 34     |
| Maroko                       | 10     |
| Południowa Afryka            | 10     |
| RAZEM                        | 54     |
| Ameryka Północna             |        |
| Aruba                        | 3      |
| Bahamy                       | 12     |
| Curaçao                      | 3      |
| Gwatemala                    | 7      |
| Jamajka                      | 1      |
| Kanada                       | 1488   |
| Kostaryka                    | 13     |
| Meksyk                       | 656    |
| Panama                       | 5      |
| Portoryko                    | 25     |
| Salwador                     | 11     |
| Stany Zjednoczone            | 14 209 |
| RAZEM                        | 16 433 |
| Ameryka Południowa           |        |
| Argentyna                    | 129    |
| Boliwia                      | 4      |
| Brazylia                     | 114    |
| Chile                        | 108    |
| Kolumbia                     | 30     |
| Peru                         | 97     |
| Trynidad i Tobago            | 7      |
| RAZEM                        | 484    |
| Oceania                      |        |
| Australia                    | 35     |
| Nowa Zelandia                | 22     |
| RAZEM                        | 57     |

Źródło:.
W kolejnych latach planowane są otwarcia w Algierii, Chorwacji, Wenezueli oraz na Litwie i Ukrainie.
Firma otworzyła sześć kawiarni w Izraelu, jednak wszystkie zostały zamknięte w związku z brakiem porozumienia z lokalnym partnerem i niskimi wynikami sprzedaży.
Niepowodzeniem zakończyła się też próba ekspansji we Włoszech i Sri Lance.
Kawiarnie w wielu krajach działają na licencji lub są prowadzone przez spółki joint-venture. W połowie 2008 Starbucks Coffee International współpracowała z Marinopoulos Coffee Company, AmRest Coffee, Alsea SAB, H&Q Asia Pacific, M.H.Alshaya Co. oraz wieloma innymi firmami. W Niemczech koncern Starbucks współpracował z KarstadtQuelle, a w Izraelu z Delek Group, jednak współpraca pomiędzy tymi firmami zakończyła się z powodu problemów finansowych.

### Starbucks w Europie Środkowej

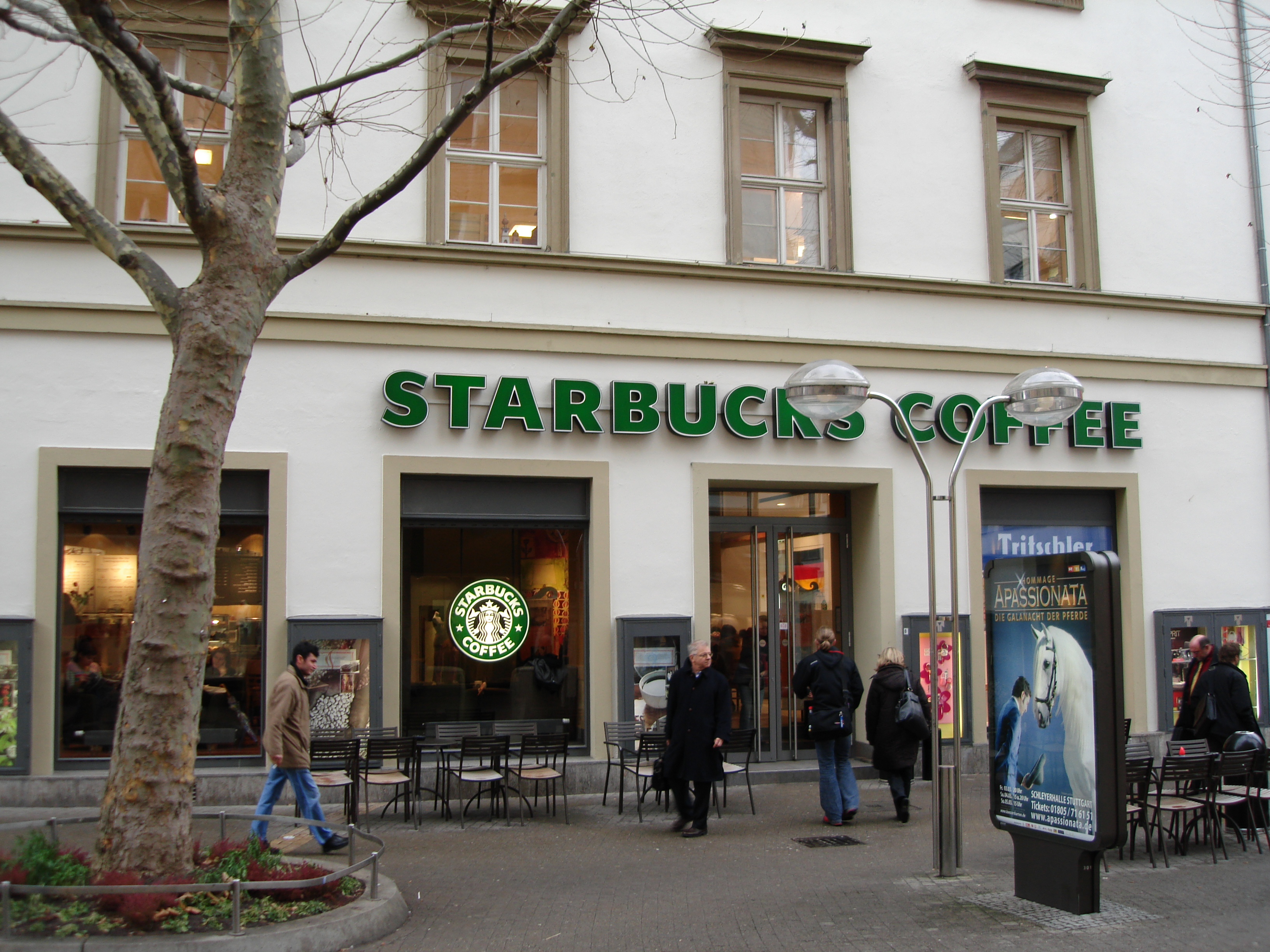
Kawiarnia Starbucks w Stuttgarcie, Niemcy

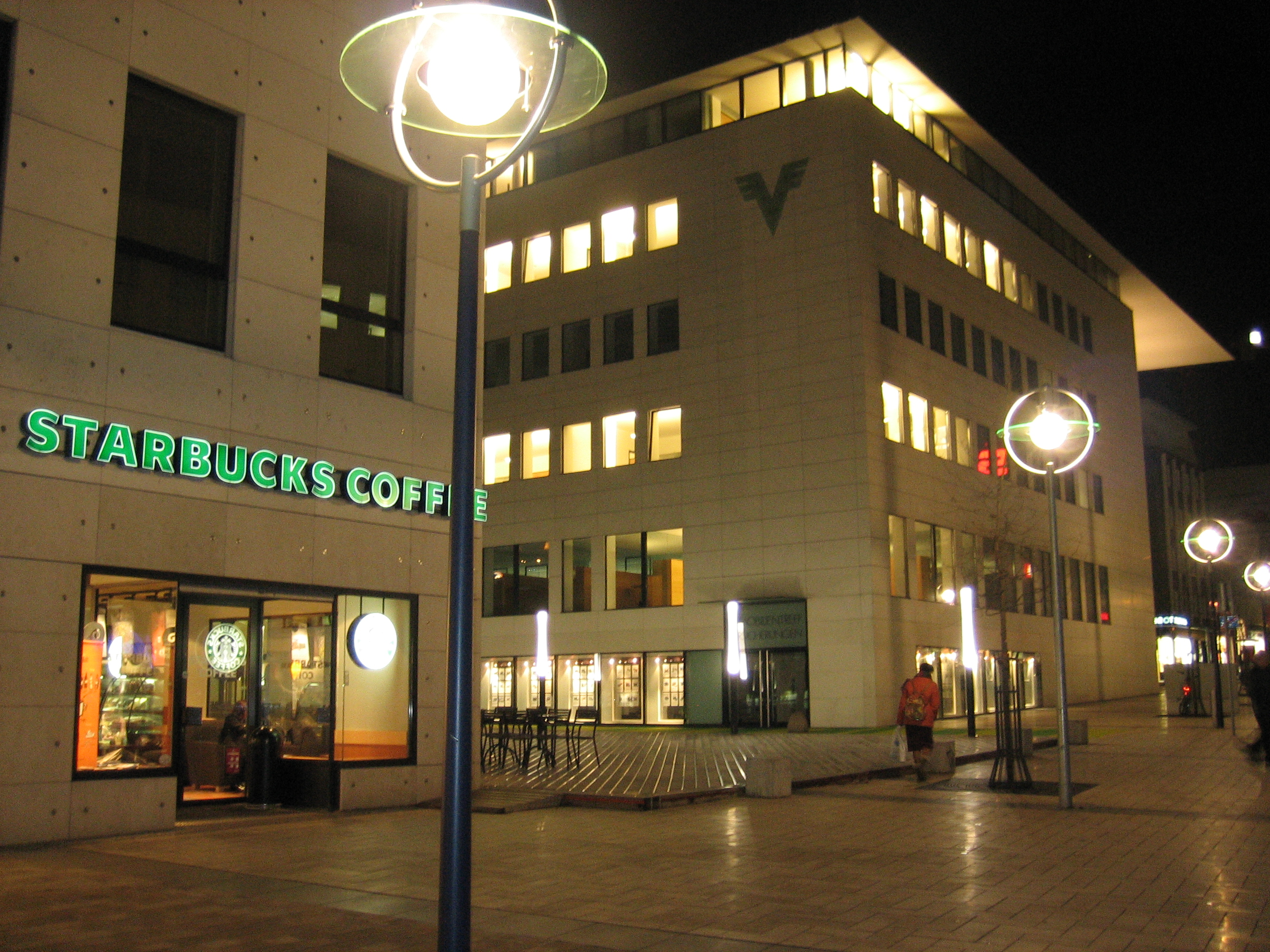
Kawiarnia Starbucks w Dortmundzie, Niemcy

W Europie Środkowej prawa do otwierania kawiarni Starbucks mają trzy firmy: AmRest (Polska, Czechy, Węgry, Bułgaria, Rumunia), Marinopoulos Coffee Company (Austria) oraz M.H. Alshaya Co. (Rosja). Dnia 19.04.2016 roku AmRest wykupił sieć kawiarni Starbucks w Niemczech od Starbucks Coffee Company.
W 2006 w Pradze w Czechach zrealizowano reklamówkę Starbucks Doubleshot.
W marcu 2007 pojawiły się informacje o planach wprowadzenia Starbucks Coffee do Czech, Polski oraz na Węgry przez firmę AmRest Coffee.
18 kwietnia 2007 otwarto sklep w Bukareszcie w Rumunii. Sklep utworzony został przez firmę Marinopoulos Coffee Company, która zarządza kawiarniami Starbucks w Grecji, Szwajcarii, Austrii oraz na Cyprze. W połowie grudnia 2007 firma Marinopoulos zapowiedziała wejście Starbucks Coffee do Bułgarii.
W 2004 Starbucks wygrał walkę sądową o swój znak towarowy w Rosji, która toczona była przeciwko jednej z lokalnych firm. Podobne procesy zostały wytoczone w kilku państwach Azji. 6 września 2007 w Khimki Mall w Moskwie otwarta została pierwsza rosyjska kawiarnia Starbucks. Operatorem Starbucks w Rosji jest koncern M.H. Alshaya Co. W grudniu 2007 otwarty został drugi lokal w Rosji przy ulicy Stary Arbat w centrum Moskwy.
3 stycznia 2008 firma AmRest utworzyła spółkę joint-venture AmRest Coffee Kft z siedzibą w Budapeszcie na Węgrzech. Tego samego dnia podpisano końcowe umowy ze Starbucks, w sprawie prowadzenia kawiarni Starbucks na terenie Węgier. Dzień później Wojciech Mroczyński z AmRest poinformował jednak, że w tym roku szanse na otwarcie pierwszej kawiarni na Węgrzech są niewielkie. 7 stycznia 2008 firma AmRest ogłosiła w komunikacie giełdowym, że pierwsza kawiarnia Starbucks zostanie otwarta w Pradze w Czechach do końca stycznia 2008. Był to pierwszy lokal Starbucks otwarty w Europie Środkowej przez Amrest Coffee. Mieści się w odrestaurowanej kamienicy przy Malostranske Namesti w pobliżu zamku na Hradczanach i Mostu Karola w Pradze.
19 lutego 2008 w galerii handlowej Palladium w Pradze zostały otwarte dwie kolejne kawiarnie Starbucks. Dzień później zostały one zamknięte w związku z pożarem, jaki wieczorem 20 lutego 2008 wybuchł w galerii. Do ponownego otwarcia doszło 20 marca 2008. Tego samego dnia została otwarta czwarta kawiarnia w Terminalu 1 na lotnisku Praga-Ruzyně. 7 marca 2008 w mieście Kluż-Napoka otwarto trzecią kawiarnię w Rumunii. Na przełomie kwietnia i maja otwarto dwie nowe kawiarnie w Bukareszcie i Moskwie, przez co liczba lokali Starbucks w Europie Środkowej i Wschodniej (bez Niemiec i Austrii) wzrosła do dwunastu. W maju otwarta została piąta kawiarnia w Czechach w Avion Shopping Park w Pradze. W czerwcu 2008 otwarto piątą kawiarnię w Moskwie, a ogólna liczba kawiarni w tej części Europy wzrosła do czternastu. W lipcu 2008 w stolicy Rosji otwarto siódmą kawiarnie. W sierpniu 2008 roku otwarta została szósta kawiarnia w Pradze.
30 września 2008 w Sprawozdaniu Zarządu H1 2008 firma AmRest poinformowała, że do końca 2008 roku otwartych zostanie kilka kolejnych kawiarni w Czechach.
4 października 2008 otwarto siódmą kawiarnię w Pradze. 26 listopada 2008 otwarto pierwszą kawiarnię w Sofii w Bułgarii.
Pierwsza kawiarnia w Polsce uruchomiona została w kwietniu 2009 roku na warszawskim Nowym Świecie. Obecnie Starbucks Corp. posiada 74 lokale w Polsce.

## Własność intelektualna

### Ochrona praw
Istnieje spółka Starbucks U.S. Brands LLC, która zajmuje się ochroną praw koncernu. Należy do niej ponad 120 nazw, patentów oraz znaków handlowych i towarowych wykorzystywanych przez Starbucks Coffee Company.

### Nazwa
Nazwa sieci pochodzi od nazwiska "Starbuck", należącego do pierwszego oficera statku wielorybniczego "Pequod" w książce Hermana Melville’a Moby Dick.
Międzynarodowe nazwy:
- Państwa arabskojęzyczne: ستاربكس (transliteracja: stārbaks)
- Chiny i Tajwan: 星巴克 pinyin: xīngbākè (星 xīng – gwiazda, ang. star; 巴 bā, 克 kè – transliteracja bucks)
- Izrael: סטארבקס (transliteracja: sṭārbaqs)
- Japonia: スターバックス (transkrypcja hepburna: sutābakkusu, fonetycznie: [sɯ̥taabakːɯ̥sɯ̥])
- Korea Południowa: 스타벅스 (transliteracja: seutabeokseu), często używana w połączeniu z angielską nazwą
- Quebec, Kanada: Café Starbucks Coffee, w związku z lokalnymi przepisami dotyczącymi prawnej ochrony języka francuskiego[48] [49]
- Rosja: Старбакс (transliteracja: Starbaks)
- Tajlandia: สตาร์บัคส์ (transliteracja: sa taa bak, fonetycznie: sǒtāːbākʰō)

### Logo
Graficznym symbolem koncernu Starbucks jest syrena znana z mitologii greckiej. Logo firmy zmieniało się na przestrzeni lat. W pierwszej wersji syrena miała odkrytą klatkę piersiową, a znak był utrzymany w brązowych barwach. Obecnie logo jest zielone, a piersi syreny zostały zasłonięte jej włosami.
We wrześniu 2006 firma tymczasowo przywróciła oryginalne, brązowe logo na papierowych kubkach. Chciano w ten sposób pokazać wkład korporacji Starbucks w region zachodniego wybrzeża Stanów Zjednoczonych i uczcić 35 lat działalności.
Również w 2008 przywrócono oryginalne logo, co wiązało się z wprowadzeniem do oferty nowego smaku kawy o nazwie Pike Place Roast, nawiązującego do miejsca, w którym otwarto pierwszą na świecie kawiarnię Starbucks. Logo zostało skrytykowane przez grupę The Resistance, chrześcijańską organizację z San Diego, która zarzuciła firmie niemoralność i porównała syrenę ze znaku firmowego do prostytutki.

## Starbucks w popkulturze
Firma Starbucks pojawiła się w wielu produkcjach filmowych. Największą rolę miał w filmie Jestem Sam, w którym główny bohater, grany przez Seana Penna, pracował w kawiarni Starbucks. Starbucks pojawił się także w filmie Stevena Spielberga Terminal. W 17 odcinku drugiego sezonu popularnego amerykańskiego serialu South Park pojawiła się kawiarnia o nazwie Harbucks. W Shreku 2 zawarto parodię Starbucks, które nazwano Farbucks. Aktualnie w produkcji znajduje się film How Starbucks Saved My Life, oparty na wspomnieniach Michaela Gatesa Gilla, któremu wizyta w kawiarni odmieniła niemal całe życie. Kawę ze Starbucks piły takie filmowe postacie jak: Miranda Priestly, grana przez Meryl Streep, w filmie Diabeł ubiera się u Prady, Erin Gruwell, grana przez Hilary Swank, w filmie Wolność słowa, Gracie Hart, grana przez Sandrę Bullock, w filmie Miss Agent. Kawę ze Starbucks często pija też bohaterka Seksu w wielkim mieście Carrie Bradshaw, grana przez Sarah Jessica Parker, gdzie w jednej z kawiarni przeprowadza też casting na asystenta. Starbucks stał się miejscem spotkań głównych bohaterów w filmie Masz wiadomość z Meg Ryan i Tomem Hanksem. Przez kilka sekund kawiarnia została uwidoczniona w filmie Podwójne ryzyko z Ashley Judd w roli głównej. W Starbucks pracowała także bohaterka filmu Wydział pościgowy, odgrywana przez Irène Jacob. Nazwa Starbucks została wymieniona w serialu Burn Notice. Dziesiąty odcinek pierwszego sezonu Psych został zatytułowany From the Earth to the Starbucks. Ponadto nazwa firmy pojawiła się w tym serialu kilkukrotnie w kontekście innych wydarzeń. W filmie Mroczny rycerz kawiarnia Starbucks jest widoczna w scenie pościgu Jokera za konwojem.
W filmie Austin Powers: Szpieg, który nie umiera nigdy Starbucks powstał dzięki inwestycji koncernu będącego częścią imperium Dr. Zła. W filmie Praktykant główny bohater Ben mówi, że często chodzi do Starbucksa, później ze swoją szefową spotykają się w Starbucksie.
Starbucks pojawia się również w muzyce. W utworze Madonny, pt. American Life, można usłyszeć: I’m drinking a soy latte, I get a double shote (pol. Piję sojowe latte, biorę podwójną porcję przyp. tłum.), natomiast w pierwszej wersji teledysku do tej piosenki można dostrzec scenę, w której Madonna rzuca kubkiem ze Starbucksa (ok. 3:29).

## Krytyka

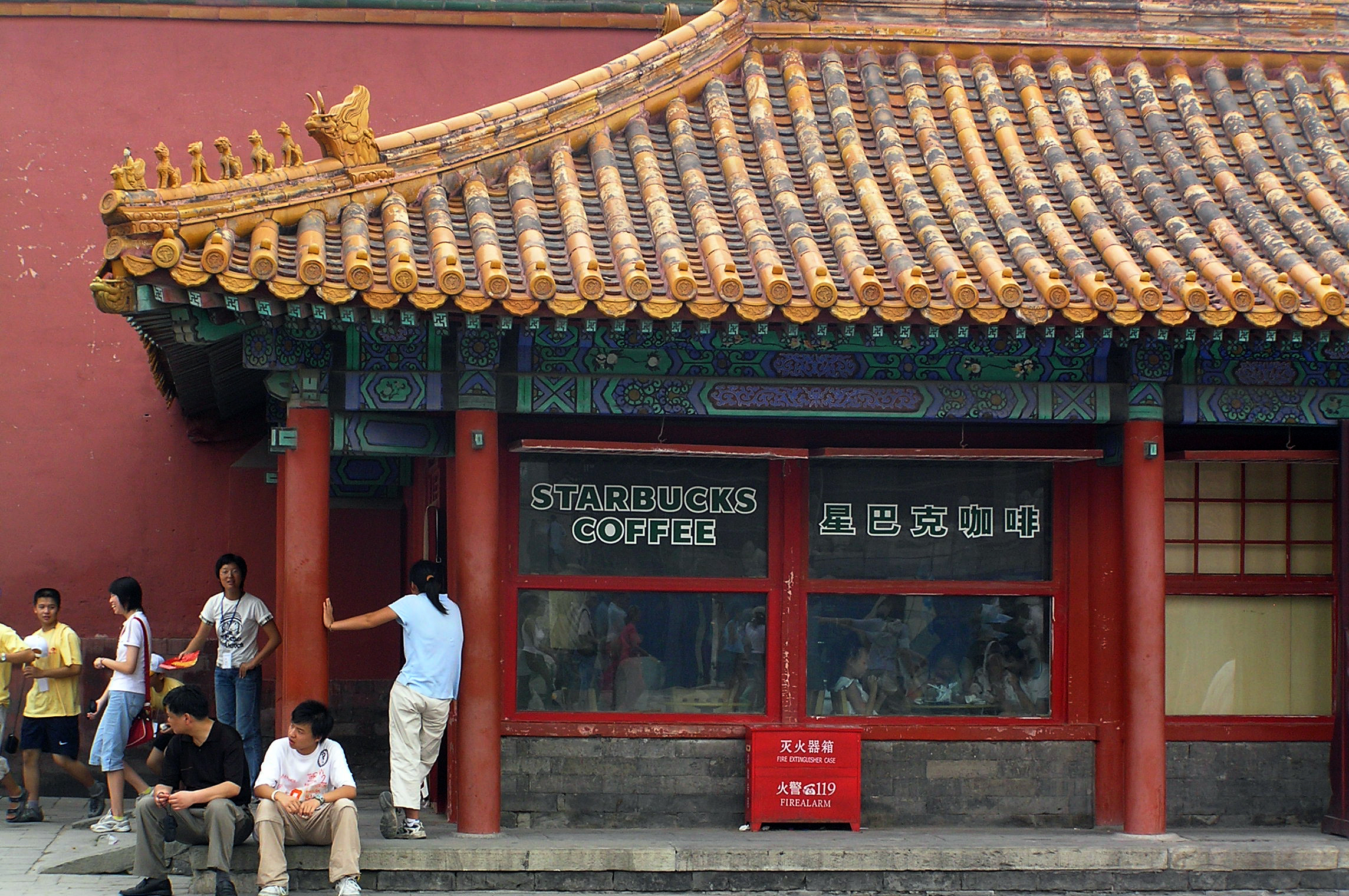
Starbucks na terenie Zakazanego Miasta w Pekinie (zamknięty w lipcu 2007)

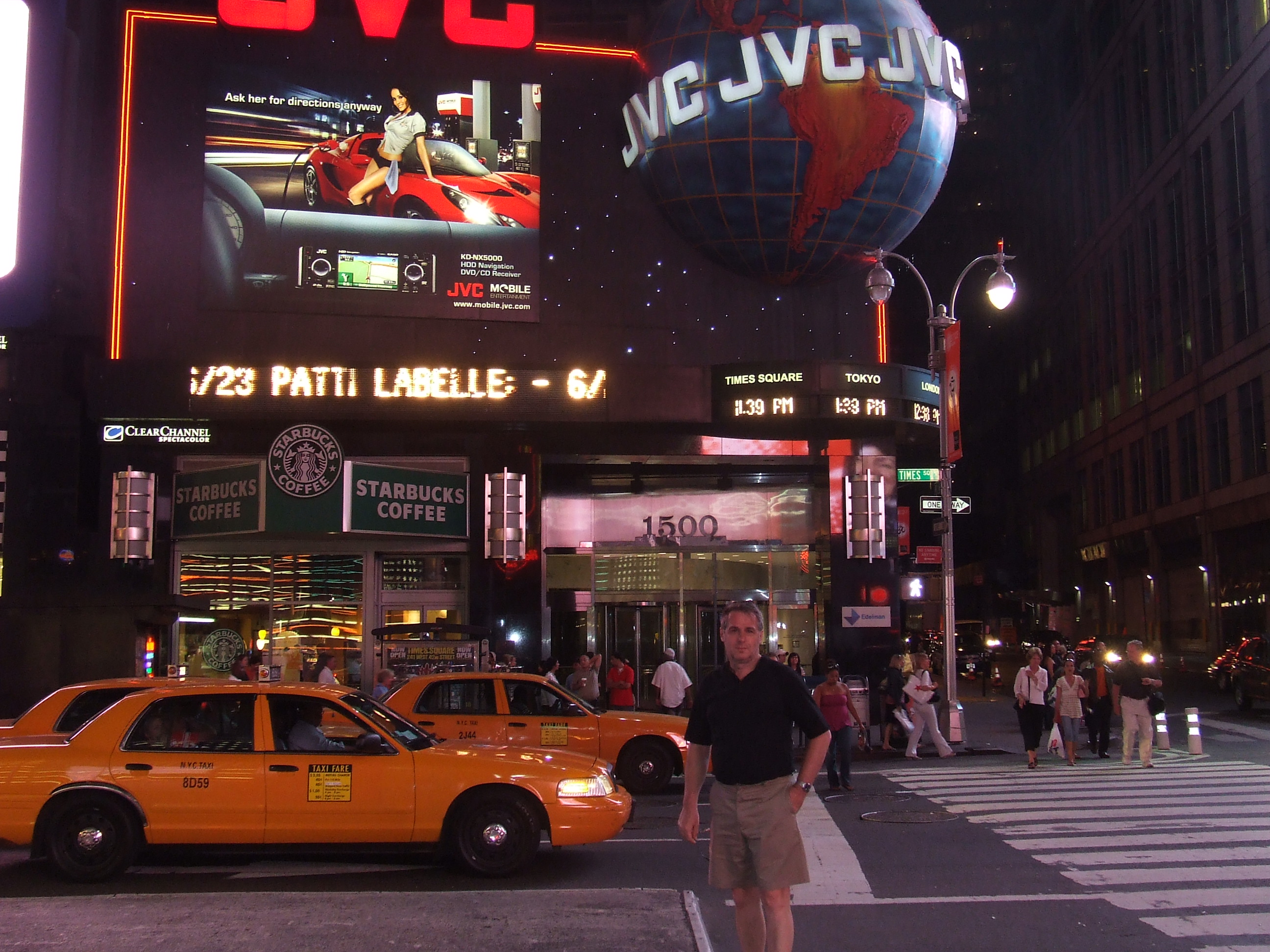
Starbucks na Times Square w Nowym Jorku

### Spory pracownicze
W 2004 pracownicy siedmiu lokali Starbucks z Nowego Jorku dołączyli do organizacji Industrial Workers of the World (IWW) jako Starbucks Workers Union. 24 listopada 2006 członkowie IWW pikietowali przed ponad 50 lokalami w Australii, Niemczech, Nowej Zelandii, Kanadzie, Wielkiej Brytanii i Stanach Zjednoczonych, aby zaprotestować przeciwko zwolnieniu i szykanom pięciu członków Starbucks Workers Union przez Starbucks i zażądać przywrócenia ich do pracy.
Niektórzy pracownicy w Australii, Nowej Zelandii, Kanadzie i Stanach Zjednoczonych należą do innych związków zawodowych.

### Globalizacja
Z powodu m.in. gwałtownej ekspansji oraz nowatorskiej strategii marketingowej i dystrybucyjnej (m.in. bardzo duże zagęszczenie lokali Starbucks) spółka stała się symbolem globalizacji, wskazanym m.in. w książce No logo (1999) Naomi Klein. Krytykowana jest także za swoje podejście do Fair Trade i ochrony środowiska. Spośród ponad 600 milionów kilogramów kawy zakupionej przez Starbucks w 2005 tylko 6% zostało sklasyfikowanych jako Fair Trade. Koncern jest krytykowany za zbyt agresywne podejście do rynku. Firma obniżała ceny swoich produktów, często poniżej ich rzeczywistej wartości.
10 września 2009 Starbucks ogłosił w Berlinie, że w ramach kampanii Shared Planet do marca 2010 kawa sprzedawana we wszystkich kawiarniach w Europie będzie w całości pochodzić ze źródeł Fair Trade.

### Kontrowersje wokół Zakazanego Miasta
Wiele kontrowersji wzbudziło otwarcie w 2000 kawiarni Starbucks w cesarskim pałacu na terenie Zakazanego Miasta w Pekinie. W 2007 chińskie władze zaapelowały o zamknięcie lokalu. W odpowiedzi na apel firma zdjęła szyld sieci z budynku, ale kontynuowała w nim swoją działalność. Ostatecznie 14 lipca 2007 koncern Starbucks Coffee zadecydował o zamknięciu kawiarni na terenie Zakazanego Miasta.

### Kontrowersje wokół wody mineralnej Ethos

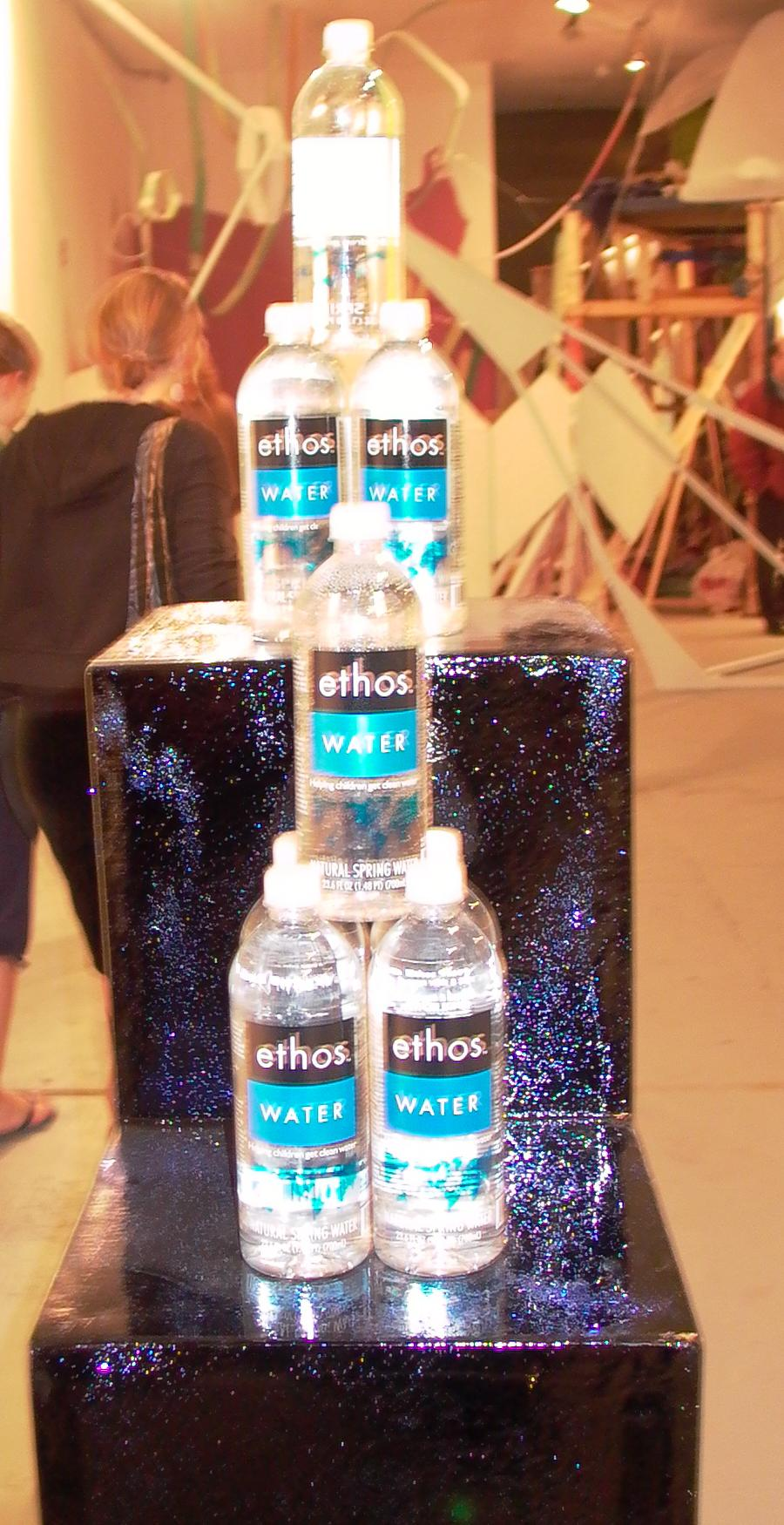
Butelki wody Ethos

Ethos Water to marka produktów sprzedawanych obecnie w sklepach Starbucks w Ameryce Północnej. Starbucks deklaruje, że kupując wodę, jednocześnie pomaga się w poprawie jakości wody w krajach trzeciego świata, argumentując to faktem, że część zysków jest przekazywana organizacjom pozarządowym, które podejmują działania w celu poprawy czystości wody na świecie i polepszenia dostępu do wody pitnej. Przeciwnicy oskarżyli firmę, bo tak naprawdę jedynie 5 centów od wartej 1,80 dolara butelki (10 centów od każdej butelki w Kanadzie) było przekazywane na powyższy cel oraz wykazali, że Ethos Water nie miała charakteru fundacji charytatywnej, lecz była komercyjną marką Starbucks, która przynosiła firmie zyski ze sprzedaży (ponad 94% dochodu wpływało na konto koncernu). Od tamtej pory Starbucks zmienił wygląd butelek wody Ethos, podając na opakowaniu, ile pieniędzy rzeczywiście jest przekazywanych na cele dobroczynne.

### Recykling i ochrona środowiska

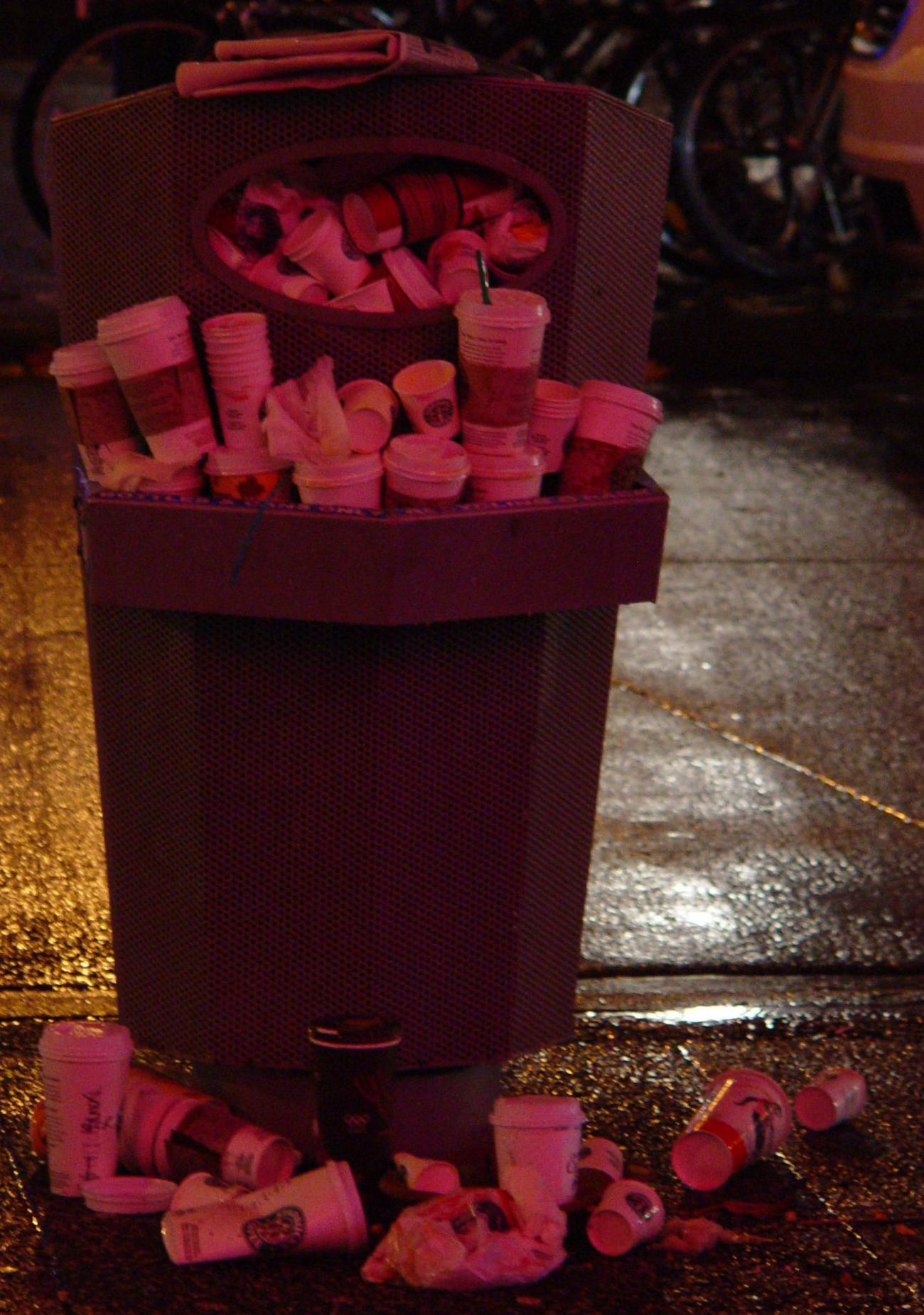

Organizacje chroniące środowisko oskarżają Starbucks o negatywny wpływ na środowisko naturalne. Jesienią 2008 brytyjskie gazety napisały, że każdego dnia Starbucks marnotrawi 20 mln litrów wody.
W 2007 Starbucks zamówił w Ameryce Północnej 2,5 miliarda papierowych kubków, jednak okazało się, że większości z nich nie można poddać recyklingowi, ponieważ zawierają plastikowe elementy.
Starbucks jednak w dużym stopniu stara się angażować w ochronę środowiska. Korporacja sfinansowała stworzenie gry internetowej Planet Green Game, która poszerza wiedzę o ociepleniu klimatu. Firma zdecydowała się także zainaugurować kampanię „Starbucks’s Grounds for Your Garden” (Ziarna Starbucks dla Twojego ogrodu), która polega na przekazywaniu zużytych ziaren kawy ogrodnikom. Takie ziarna mogą służyć do użyźniania gleby, co jest jednocześnie najbardziej ekologicznym sposobem ich utylizacji.
Pracownicy kawiarni z Nowego Orleanu pomagali w odnowieniu miejskich parków zniszczonych przez huragan Katrina.

## Incydenty w lokalach sieci

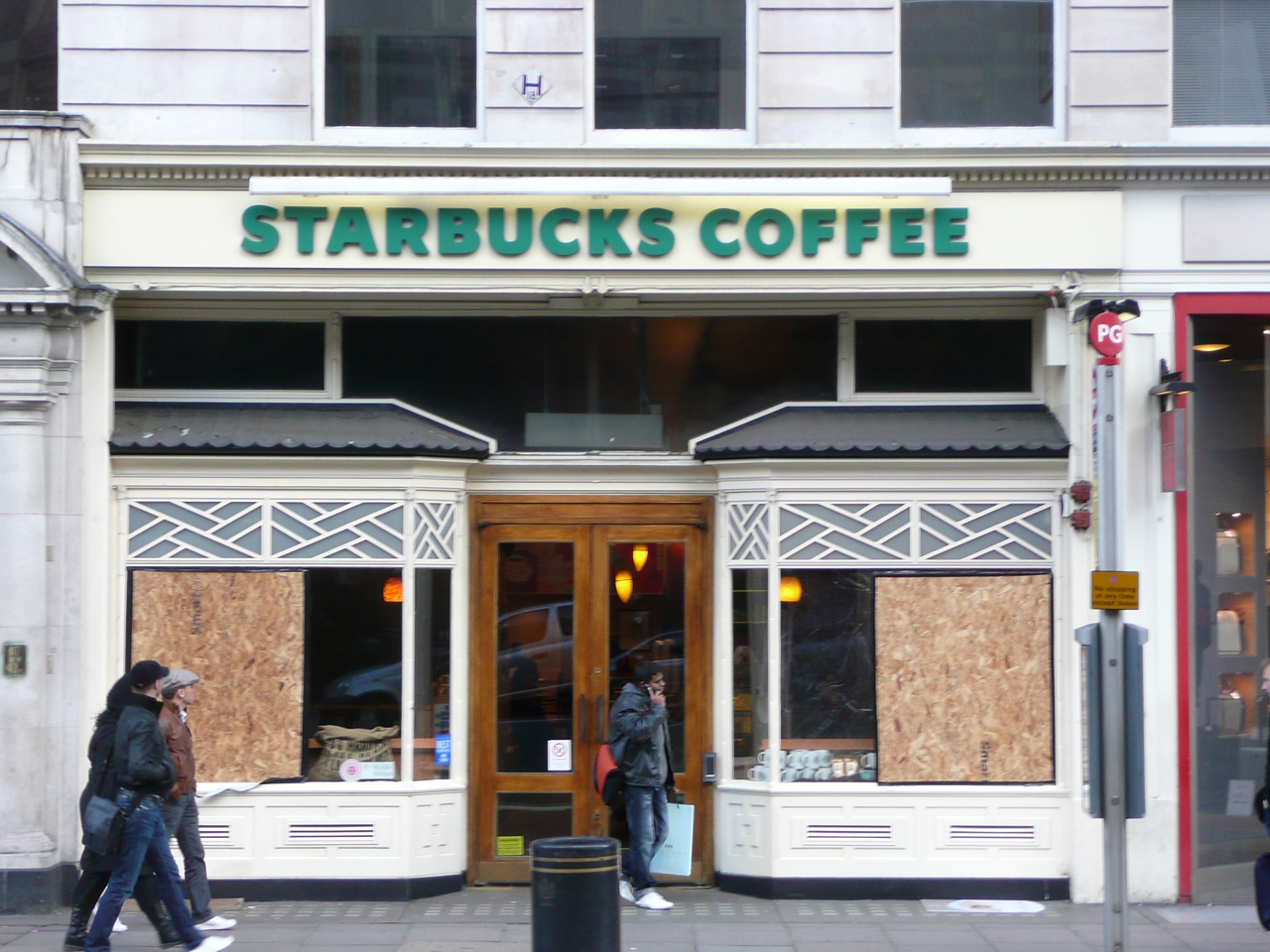
Sklep na Piccadilly w Londynie po zamieszkach w styczniu 2009

W lipcu 1997 zastrzelono trzech pracowników w kawiarni w Burleith w pobliżu Georgetown w stanie Waszyngton. Morderstwo wywołało szok w lokalnej społeczności.
Kilka lokali zostało zdemolowanych w Sydney w 1999 podczas spotkania Światowej Organizacji Handlu.
W 2001 podczas trzęsienia ziemi w Seattle poważnie uszkodzona została siedziba firmy. W wyniku fali tsunami na Oceanie Indyjskim w 2004 zniszczona została kawiarnia położona na plaży Patong Beach, na wyspie Phuket w Tajlandii.
W styczniu 2006 zatrzymano mężczyznę, który groził, że wysadzi kawiarnię w San Francisco. 13 kwietnia 2006 tornado zerwało dach i uszkodziło konstrukcję Starbucks w Iowa City. Podczas wojny w Libanie w 2006 tymczasowo zamknięto wszystkie kawiarnie w Bejrucie.
W nocy 13 lutego 2008 doszło do poważnej eksplozji w lokalu Starbucks w Vancouver w Kanadzie. Wybuch nie spowodował ofiar w ludziach, ale doszczętnie zniszczył kawiarnię i sąsiadujące sklepy. 27 lipca 2008 cztery osoby zostały ranne w Starbucks w Rogers Park, dzielnicy Chicago, gdy do wnętrza kawiarni wjechała starsza kobieta. 30 lipca 2008 spłonął sklep Starbucks w centrum handlowym Vernon Hills Shopping Center w Eastchester w stanie Nowy Jork. W tym samym czasie w Daytona Beach na Florydzie zwolniono policjanta, który w jednym z lokalnych sklepów Starbucks żądał darmowej kawy, grożąc pracownikom, że w sytuacji zagrożenia nie odpowie na wezwania z kawiarni.

## Restrukturyzacja

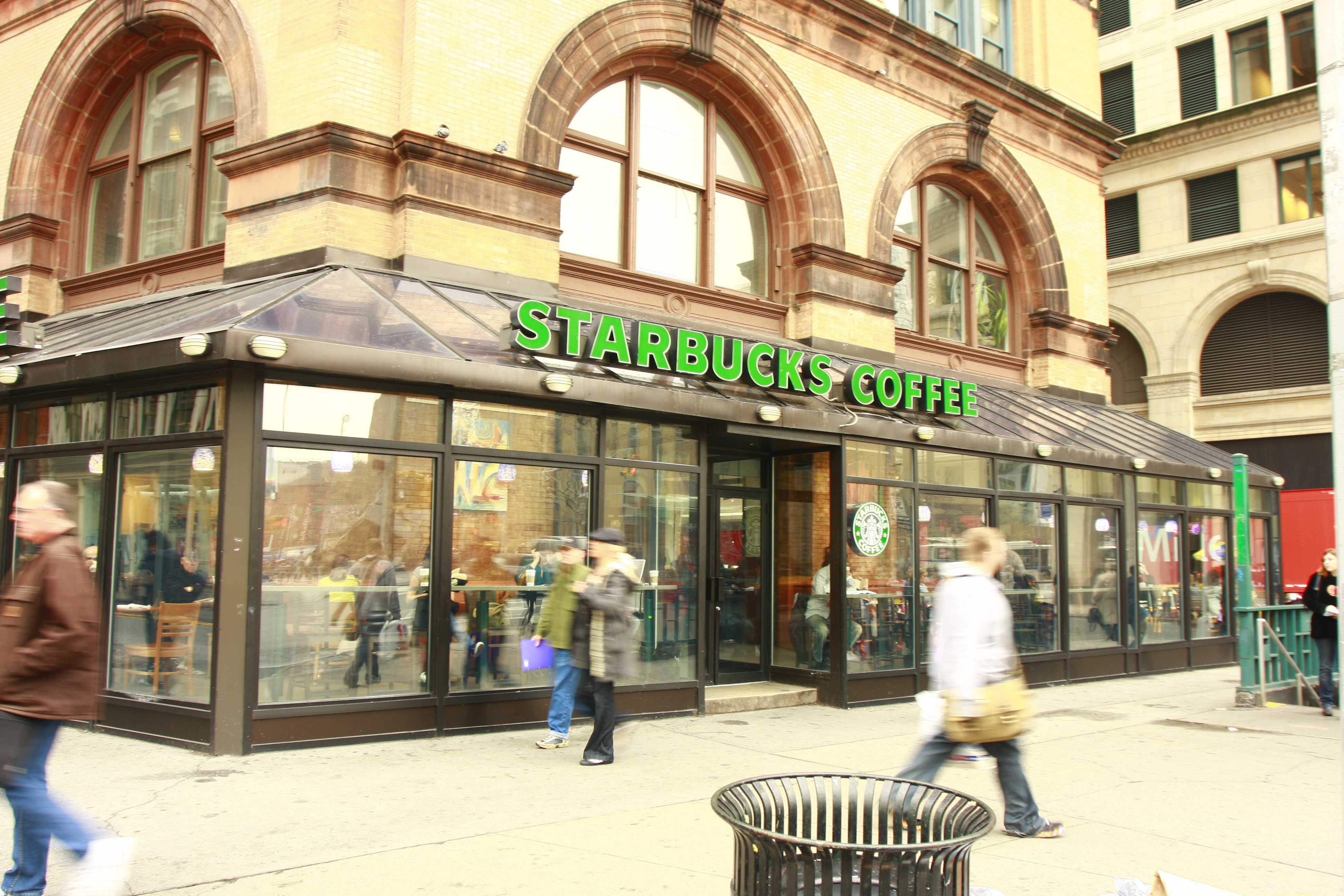
Kawiarnia Starbucks na Astor Place w Nowym Jorku, USA

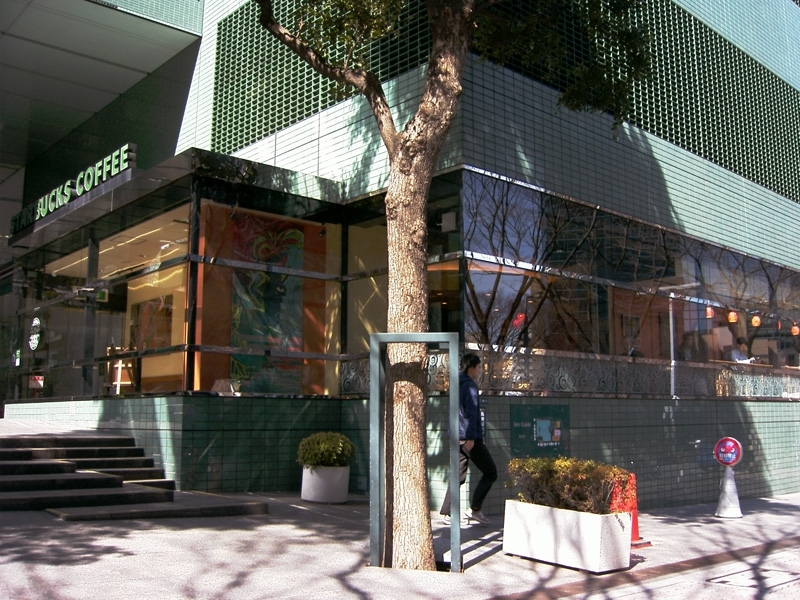
Kawiarnia Starbucks w Shinjuku, Japonia

Chociaż wpływy Starbucks jak do tej pory stale rosły, to z powodu kiepskiej koniunktury w gospodarce w 2007, cena akcji spadła o połowę. Radykalnie zmniejszyła się również liczba klientów, którzy coraz częściej skarżą się na ceny oraz jakość kawy podawanej w lokalach tej sieci. Miało to związek ze zmianami wprowadzonymi przez koncern. W wielu lokalach zamieniono tradycyjne, włoskie ekspresy do kawy La Marzocco na automatyczne Verismo 801, a także zastosowano specjalne opakowania na kawę, które choć zwiększyły jej wydajność, to spowodowały utratę aromatu. Klientom nie podoba się także jakość obsługi w kawiarniach typu drive-through. Przewiduje się, że w przyszłości Starbucks musi być przygotowany na ewentualny atak konkurencji ze strony Dunkin’ Donuts lub McDonald’s. Ta druga firma poinformowała, że zamierza w większości ze swoich lokali w Stanach Zjednoczonych utworzyć własne kawiarnie McCafe.
W odpowiedzi Starbucks planuje wprowadzić do sprzedaży nowe produkty, zmienić wystrój sklepów i rozwinąć system szkolenia dla pracowników, zaś część zaoszczędzonych środków finansowych planuje przeznaczyć na rozwój kawiarni na świecie.
7 stycznia 2008 na stanowisko CEO powrócił Howard Schultz. Miało to związek ze zmianą strategii firmy, której elementami były: zwiększenie przychodów, zamknięcie części lokali w Stanach Zjednoczonych oraz wolniejsze tempo otwierania nowych placówek.
Na początku 2008 firma wprowadziła testowo do niektórych swoich lokali w Seattle kawę za 1 USD. W marcu 2008 projekt został jednak anulowany.
26 lutego 2008 na trzy godziny zamknięto w Stanach Zjednoczonych ponad 7100 sklepów Starbucks. Czas ten przeznaczono na specjalne szkolenia załogi, w których wzięło udział 135 000 pracowników sieci. Dzień szkoleniowy firma wykorzystała do akcji promocyjnej, która miała na celu zwiększenie sprzedaży i poprawę opinii o marce Starbucks.
19 marca 2008 na konferencji prasowej ogłoszono, że Starbucks wymieni ekspresy w swoich kawiarniach na nowe urządzenia o nazwie Mastrena, produkowane przez firmę Thermoplan. To przedsięwzięcie było jednym z elementów strategii podnoszenia jakości produktów i usług sieci Starbucks. Na konferencji podano również informację, że wprowadzone zostaną zmiany do menu i cennika.
W 2009 roku Starbucks ogłosił, że zamierza stworzyć nowy testowy koncept o nazwie 15th Avenue Coffee and Tea. Lokale o tej nazwie oprócz kawy i herbaty wprowadzą do oferty również alkohol. Do września 2009 co najmniej trzy kawiarnie Starbucks w Seattle zostały przemianowane na 15th Avenue Coffee and Tea. Jeśli eksperyment się powiedzie, tego typu lokale będą otwierane również w innych miastach w Stanach Zjednoczonych.

### Zamknięcia i masowe zwolnienia w Stanach Zjednoczonych
2 lipca 2008 firma Starbucks poinformowała, że zamierza zamknąć 600 swoich sklepów w Stanach Zjednoczonych i zwolnić 12 tysięcy pracowników. Peter Bocian powiedział, że zlikwidowanych zostanie 70% kawiarni otwartych po 2006, co stanowi 5% ogólnej liczby sklepów. Według TVN CNBC Biznes większość kawiarni przeznaczonych do zamknięcia znajduje się w Kalifornii i na Florydzie. Tereny te w największym stopniu dotknięte zostały ostatnim kryzysem na amerykańskim rynku kredytów hipotecznych.
Starbucks zmniejszył też ilość planowanych do otwarcia sklepów w 2008 z 400 do 200. Zmiany te nie wpłynęły jednak na plany otwierania sklepów na świecie, gdyż poza Stanami większość z nich prowadzona jest na zasadzie licencji przez zewnętrzne firmy.
11 lipca 2008 ogłoszono listę pierwszych 50 lokali, które zostały przeznaczone do zamknięcia w następnych kilku tygodniach.
29 lipca 2008 Starbucks ogłosił, że zamierza zwolnić 180 osób w centrali w Seattle i zlikwidować łącznie 1000 kolejnych etatów w całym kraju. Dalsza redukcja zatrudnienia ma dotknąć pracowników poza kawiarniami, a więc głównie kadrę biurową i menadżerską. Tymczasem 1000 osób, pracujących w pierwszych 50 zamkniętych sklepach, zostało przeniesionych do innych lokali.
28 stycznia 2009 ogłoszono plany zamknięcia kolejnych 300 kawiarni i zwolnienie około 7 tysięcy pracowników. Prezes Howard Schultz zapowiedział również redukcję swojego własnego wynagrodzenia.
9 września 2009 Starbucks poinformował, że 30 sklepów przeznaczonych wcześniej do zamknięcia pozostanie otwartych.

### Wycofanie się z Australii

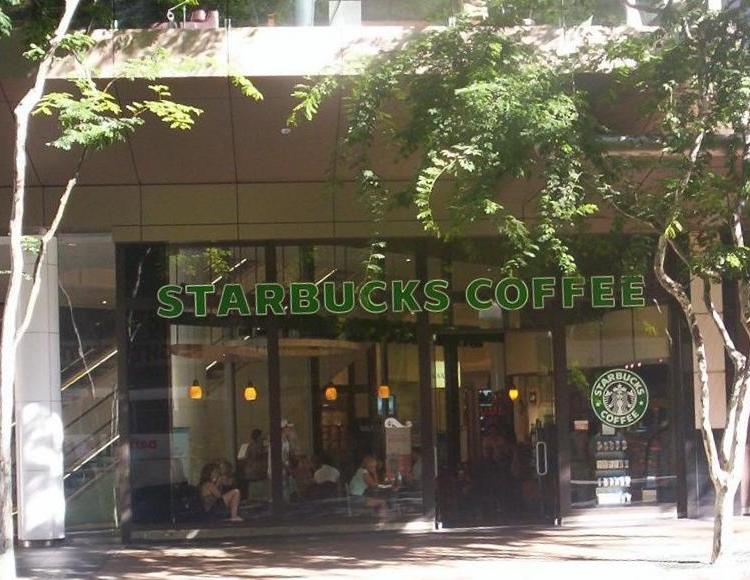
Kawiarnia Starbucks w Brisbane, Australia

29 lipca 2008 firma Starbucks Coffee International poinformowała, że przed 3 sierpnia 2008 zamkniętych miało zostać 61 deficytowych sklepów w Australii. Decyzja oznacza, że z Australii zniknie 73% istniejących tam kawiarni, a około 685 osób straci pracę.
Posunięcie było wynikiem restrukturyzacji firmy w związku z jej kłopotami na rynku amerykańskim. Howard Schultz powiedział, że po przeanalizowaniu różnych możliwości umocnienia działalności w Australii, firma doszła do wniosku, że najlepszym rozwiązaniem będzie zamknięcie nieekonomicznych lokali, co pozwoli bardziej skupić się na umacnianiu pozycji w skali globalnej.
Pomimo zamknięcia sklepów korporacyjnych, na australijskim rynku nadal funkcjonować będą 23 kawiarnie skupione na obszarze w pobliżu Brisbane, Melbourne i Sydney. Ewentualny dalszy rozwój Starbucks w tym kraju będzie prowadzony na zasadzie licencji przez niezależne firmy.
Jednocześnie Schultz zapewnił, że decyzja o zamknięciu dotyczy wyłącznie rynku australijskiego i w planach nie ma podobnych działań w innych krajach.

### Zamknięcia w innych krajach
30 marca 2009 Starbucks ogłosił plany zamknięcia pierwszego sklepu w Kanadzie. To kolejny kraj po Stanach Zjednoczonych i Australii, w którym dochodzi do likwidacji w wyniku sytuacji ekonomicznej.
Starbucks ogłosił chęć likwidacji 100 lokali poza Stanami Zjednoczonymi. Do zamknięć może dojść w tych krajach, w których Starbucks prowadzi kawiarnie samodzielnie, a więc w Australii, Kanadzie, Chile, Chinach, Irlandii, Niemczech, Singapurze, Tajlandii, Wielkiej Brytanii i Portoryko. Kawiarnie w innych państwach nie są zagrożone w tak dużym stopniu. Ich przyszłość zależy bowiem od partnerów marki Starbucks, którzy prowadzą je na zasadzie licencji lub joint-venture.
W maju 2009 zamknięto dwa sklepy w Wiedniu w Austrii. W sierpniu 2009 ogłoszono, że zamkniętych zostanie 31 sklepów w Wielkiej Brytanii. 28 sierpnia 2009 ogłoszono, że zamknięty zostanie jeden sklep w Santiago w Chile. W listopadzie 2009 zamknięto 5 sklepów w Dublinie w Irlandii.

## Inna działalność
Firma Starbucks wkroczyła na rynek muzyczny w 1999 poprzez przejęcie wytwórni Hear Music oraz na rynek filmowy w 2006, tworząc Starbucks Entertainment i produkując film Akeelah i jej nauczyciel. 30 kwietnia 2008 firma Starbucks poinformowała, że przekaże zarządzanie nad Hear Music wytwórni Concord Music Group.
Firma, oprócz wysiłków w ochronę środowiska i zachęcania swoich pracowników do udziału w wolontariacie, w listopadzie 2008 rozpoczęła sprzedaż produktów oznaczonych znakiem Product Red. Dzięki tej inicjatywie możliwy jest zakup leków dla 3800 osób chorych na AIDS rocznie.

### Współpraca z Apple
Starbucks ściśle współpracuje z firmą Apple Inc., z którą podpisał umowę w 2006. Wtedy to dodano dział Starbucks Entertainment do sklepu muzycznego iTunes Store. We wrześniu 2007 Apple Inc. ogłosiło, że użytkownicy AT&T Wi-Fi mogą darmowo ściągać niektóre utwory z usługi iTunes Store. Użytkowcy iPhonów, iPodów touch oraz MacBooków mogą również kupić w kawiarniach specjalne karty z kodem, który później można wykorzystać podczas pobierania płatnych materiałów z iTunes Store. Apple Inc. utworzyło też specjalną aplikację na swoje urządzenia o nazwie Quick Order, która umożliwia odnalezienie najbliższej kawiarni Starbucks w danej okolicy, a nawet automatyczne zamówienie kawy.

### Współpraca z MSNBC
Od 1 czerwca 2009 Starbucks współpracuje z informacyjnym kanałem telewizyjnym MSNBC przy tworzeniu programu Morning Joe. Starbucks współfinansuje program, którego logo w zamian za to zostało rozbudowane o logo firmy. Program współprowadzi Mika Brzezinski, córka znanego politologa Zbigniewa Brzezińskiego.